# Тхеравада

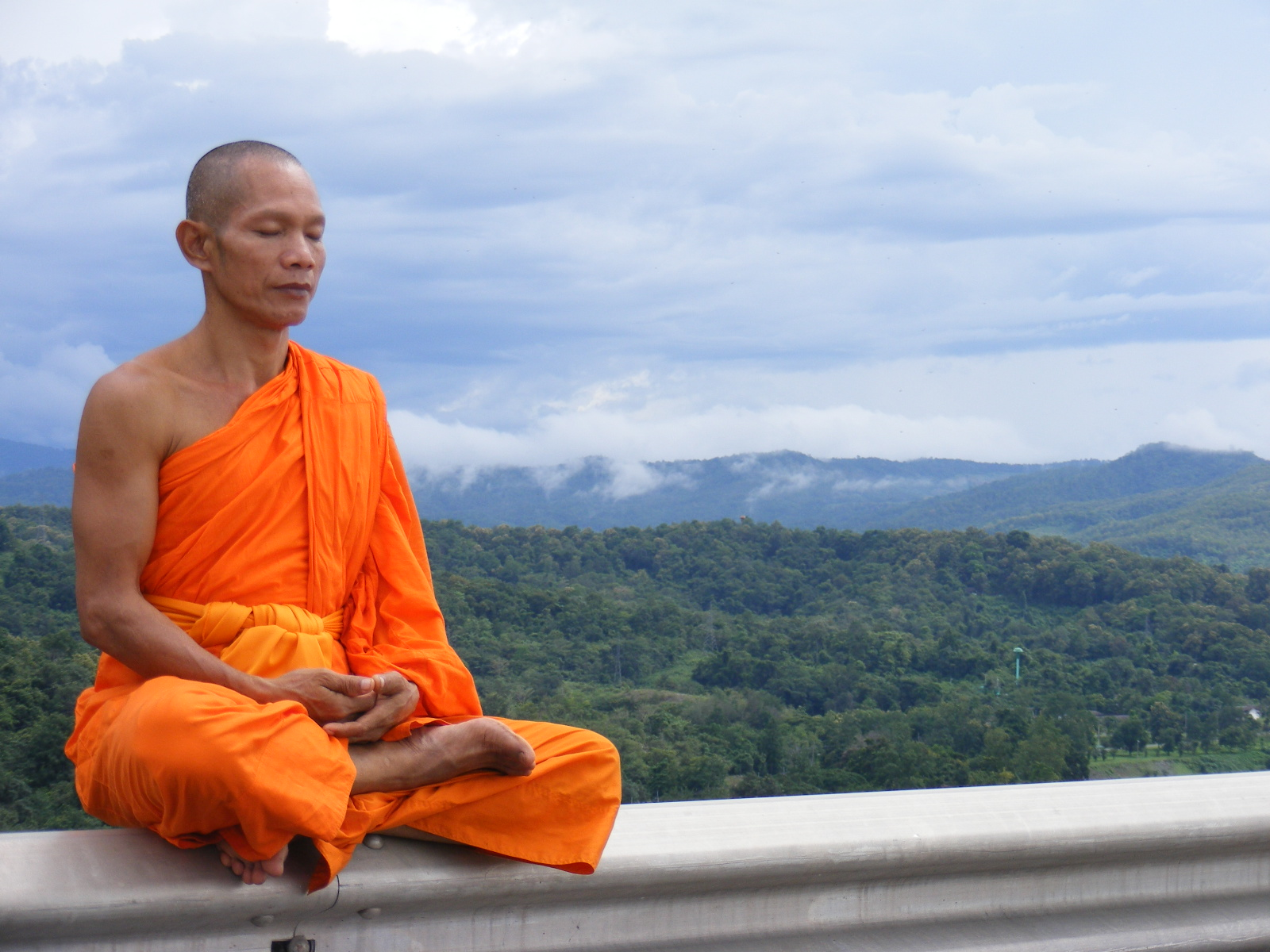
Монах-тхеравадин, медитирующий в позе полулотоса близ (Таиланд)

Тхерава́да, стхавирава́да (пали: theravāda, санскр. थेरवाद, IAST: theravāda; स्थाविरवाद, IAST: sthāviravāda «учение старцев» / «учение старейших» или «учение старейшин») — старейшая существующая ныне школа буддизма, одна из восемнадцати ранних буддийских школ.
История Тхеравады до времён Буддхагхоши (V век н. э.) неясна. Тхеравада сохранила свою версию учения Будды Гаутамы в виде своей редакции буддийского Палийского канона. Некоторые авторы отождествляют тхераваду и хинаяну, но противопоставляют их раннему буддизму. С этой точки зрения тхеравада сформировалась в 80 г. до н. э. на Шри-Ланке.
Палийский канон является единственным дошедшим до нашего времени полным буддийским каноном на классическом индийском языке пали, который служит как священным языком, так и языком лингва франка буддизма Тхеравады: в данном случае речь об использовании этого языка как литургического в этих странах, а также о том, что на нём были написаны важные работы по буддийской доктрине в Бирме, на Шри Ланке, Таиланде и т. д. Язык Палийского канона, нормативный пали, окончательно сформировался в III — IV веках.
Эта школа достаточно консервативна и в целом ближе к раннему буддизму, чем другие существующие буддийские традиции.
На протяжении тысячелетий Тхеравада фокусировалась на сохранении Учения Будды (пали: Дхамма) в виде текстов и имеет тенденцию быть очень консервативной в отношении вопросов доктрины и монашеской дисциплины.
С XIX века среди мирян как в традиционных странах Тхеравады, так и в странах Европы и США и др. была возобновлена и стала распространяться практика медитации.
Традиция берёт начало на Шри-Ланке и является одной из ветвей школы Вибхаджьявады. Несмотря на историческую самоидентификацию буддизма Шри-Ланки с изначальной Стхавира Никаей, образовавшейся после Второго буддийского собора, их не следует отождествлять, поскольку, помимо Вибхаджьявады, Стхавира Никая дала начало школам направлений Сарвастивада и Пудгалавада.
Со временем ланкийская Тхеравада распространилась и стала доминирующей религией не только на Шри-Ланке, но и на большей части Юго-Восточной Азии (Камбоджа, Лаос, Мьянма, Таиланд). Тхераваду также практикуют меньшинства в Китае (дайцы, хани, ва, ачаны, буланы), Вьетнаме (кхмер-кром), Бангладеш (народы баруа, чакма, магх, танчангья), Малайзии и Индонезии.
По разным оценкам, насчитывается от 100 до 150 миллионов буддистов Тхеравады (приверженцев этой школы называют тхеравадины) и в последние несколько десятилетий Тхеравада стала укореняться на Западе, в том числе в США и в Индии.

## История
Название «Тхеравада» (букв.: «Учение старейшин», пали) происходит от названия одной из ранних буддийских школ Sthāvirīya, последователями которой считают себя тхеравадины. Стхавира никая возникла во время первого раскола в буддийской сангхе из-за желания некоторых участников добавить в Винаю новые правила вопреки воле большинства, которое представляли собой махасангхики. По официальной версии Тхеравада в своей основе происходит от группы «Учение об анализе» Вибхаджьявады, бывшей частью Стхавиры.

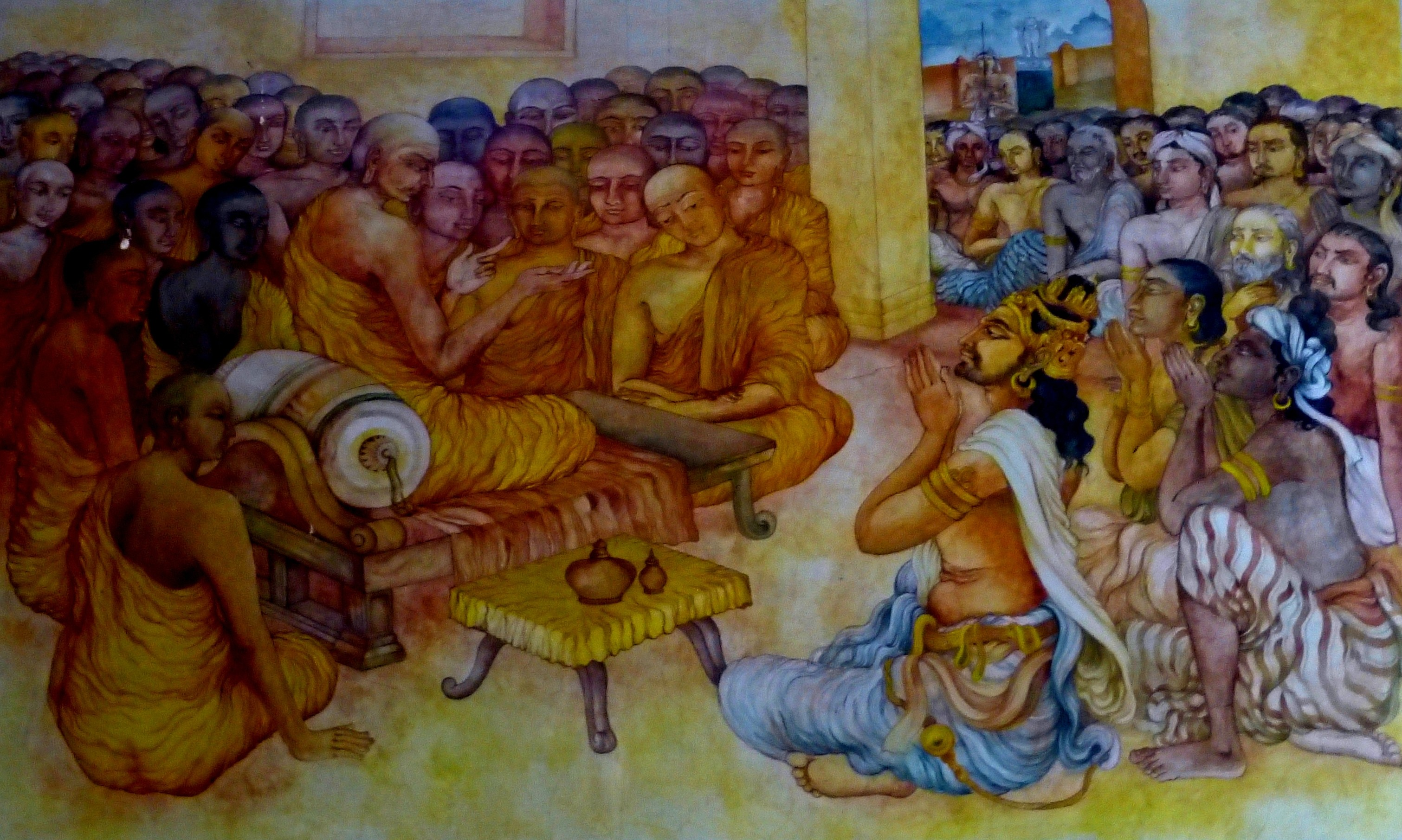
Царь Ашока на Третьем буддийском соборе.

Некоторые учёные считают, что нет исторических свидетельств того, что школа Тхеравады возникла примерно через два столетия после Великого раскола, произошедшего на Третьем соборе. Сторонники Тхеравады утверждают, что их школа всецело придерживается доктрин Вибхаджьявады, принятых на Третьем буддийском соборе под патронажем индийского императора Ашоки около 250 г. до н. э. Эти учения известны как Вибхаджьявада. Предполагается, что император Ашока помогал очистить сангху, изгоняя монахов, которые не согласились с условиями Третьего буддийского Собора.
Стоявший во главе Третьего собора старший монах Моггалипутта Тисса (англ. Moggaliputta-Tissa) составил «Катхаваттху», текст опровергающий различные противоположные взгляды, который стал важной составляющей Абхидхаммы Тхеравады.
Позже последователи Вибхаджьявады разделились на четыре группы: Махишасака, Кашьяпия, Дхармагуптака на севере и Тамрапарния на юге Индии. Тамбапания (позже Mahāvihāravāsins) распространились в Шри-Ланке (в Анурадхапуре), Андхре и других частях Южной Индии (Ванаваса в современной Карнатаке) и позже по всей Юго-Восточной Азии. Письменные свидетельства об этой школе были найдены в Амаравати и Нагарджунаконде.
По некоторым данным представители новой традиции постепенно сгруппировались на юге, образовав в Анурадхапуре, древней столице Шри-Ланки, Великую Вихару (Махавихара). В Канчи был второй по величине центр, а северные регионы, по-видимому, отошли к другим школам.
О том, когда и почему Тхеравада отделились от Вибхаджьявады, историки буддизма высказывают различные предположения; достоверно неизвестно даже, произошло ли это до или после императора Ашоки. В сохранившихся надписях Ашоки ни раскол в буддийской общине, ни Второй буддийский собор не упоминаются.

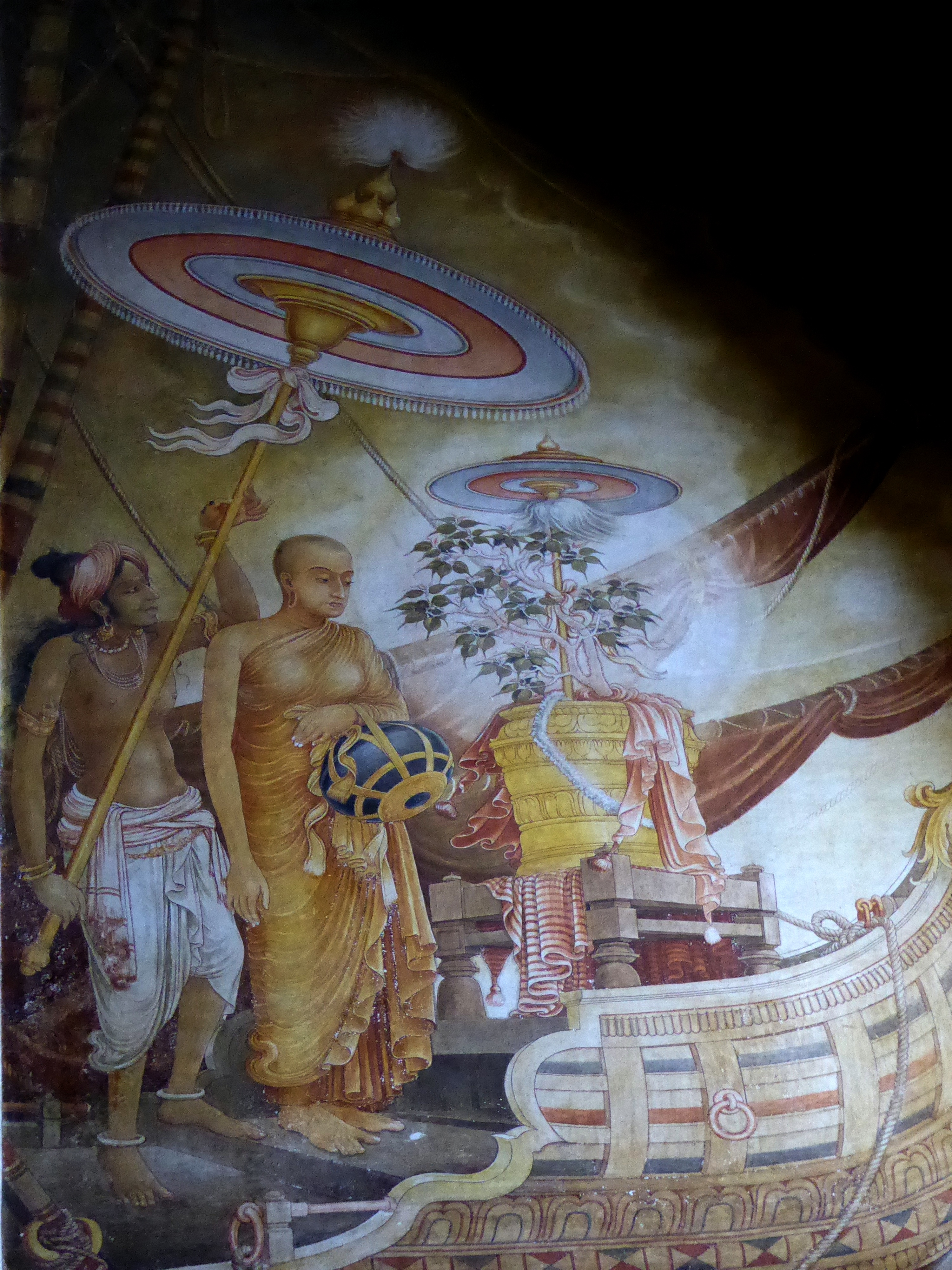
Сангхамитта и дерево Бодхи (совр. изображение).

### Передача на Шри-Ланку
Есть мнение, что Тхеравада происходит от секты Тамрапарджия, что означает «линия Шри-Ланки». Говорят, что среди миссионеров, отправленных за границу из Индии, были сын Ашоки Махинда (который учился у Могалипутта-Тиссы) и его дочь Сангхамитта, которые и распространили в Шри-Ланке буддизм. Согласно летописи Махавамсы, их прибытие в Шри-Ланку произошло во время правления в Анурадхапуре Деванампия Тиссы (307—267 гг. до н. э.), который обратился в буддизм и помог построить первые буддийские ступы. Быстрому распространению буддизма и возникновению обширной сангхи способствовала светская власть центрального государства. Пещерные жилища монахов отражают рост и распространение новой религии. Многочисленные пещерные надписи Брахми свидетельствуют о дарах, подносимых домохозяевами и вождями сангхе. Бесспорная власть установилась после правления Даттхагамани и Ваттагамани (с середины II века до н. э. до середины II века до н. э.).
Первые записи об изображениях Будды относятся ко времени правления царя Васабхи(65—109 гг. до н. э.), а после III века исторические записи показывают рост почитания изображений Будды и бодхисаттв. В VII веке странствующие монахи Сюаньцзан и Ицзин упоминают буддийские школы на Шри-Ланке Шангзубо (кит. 上座部), которые соответствуют санскритской Стхавира Никае и палийской Тхера Никае. Ицзин пишет: «В Шри-Ланке процветает только школа Стхавира; махасангиков изгоняют».

Буддхагоша (около V в. н. э.), наиболее влиятельный учёный, изучавший Абхидхамму, представляет три копии Висуддхимагги.

#### Развитие палийской письменной традиции
Шри-ланкийская буддийская сангха первоначально традиционно сохраняла буддийские сутры (пали — сутты) и иные тексты (Типитака) в устной форме, однако в I веке до н. э. голод и войны привели к необходимости появления записей этих текстов.
В Махавамсе говорится:
«Раньше умные монахи хранили текст Канона и его комментарии в устной форме, но увидев бедственное положение живых существ, они собрались вместе и записали его в книгах, чтобы доктрина смогла жить долго». Дошедшие до нас палийские тексты Тхеравады (за немногими исключениями) были созданы в Махавихаре (монашеском комплексе) Анурадхапуры, древней столицы Шри-Ланки. Позднее были сформированы и записаны комментарии к литературе Тхеравады (Аттхакатха). Традиция Тхеравады отмечает, что традиция индийских комментариев к Священным Писаниям существовала уже во времена Махинды. Ещё до создания классических палийских комментариев Тхеравады появились комментарии к Типитаке на сингальском языке, такие как Маха-аттхакатха («Великий комментарий»), основная традиция комментариев монахов Махавихары.
Большое значение для традиции комментирования имеет работа великого учёного Буддхагхоши (IV—V век н. э.), который создал большую часть сохранившейся комментаторской литературы Тхеравады (все старые труды были потеряны). Буддхагхоша писал на пали и его примеру последовало большинство шри-ланкийских буддийских комментаторов. Благодаря языку пали, ставшим своеобразным лингва франка, позволявшему общаться с монахами в Индии и позже в Юго-Восточной Азии, ланкийская традиция стала интернациональной.
Вклад монахов Тхеравады в палийскую литературу включает исторические хроники (например, «Махавамса»), агиографии, практические учебные пособия, резюме, учебники, стихи и произведения Абхидхаммы, такие как Абхидхамматтха-сангаха и Абхидхаммаватара. Посвящённые Абхидхамме и буддийской практике работы Буддхагхоши, которые изложены в таких трудах, как Висуддхимагга и Аттхасалини, являются наряду с Палийским каноном наиболее влиятельными текстами в традиции Тхеравады. Среди других комментаторов и писателей Тхеравады, писавших на пали, следует упомянуть Дхаммапалу и Буддхадатту. Дхаммапала написал комментарии к текстам Палийского канона, которые пропустил Буддхагоша, а также создал комментарий под названием «Параматхаманджуша» к Висуддхимагге Буддхагхоши.

#### Шри-Ланкийские секты Тхеравады
На протяжении большей части ранней истории буддизма в Шри-Ланке существовали три подразделения Тхеравады, состоящие из монахов Махавихары, Абхайягиривихары и Джетаваны, которые базировались в Анурадхапуре. Махавихара установилась первой, в то время как Абхаяагиривихара и Джетавана вихара были основаны монахами, покинувшими традицию Махавихары. Одновременно в Шри-Ланке обосновалась индийская секта Махишасака, которая впоследствии была поглощена Тхеравадой. В северных районах Шри-Ланки также периодически преобладали секты из Индии . Китайский монах Фасянь, посетивший остров в начале V века, отметил 5000 монахов в Абхайягири, 3000 в Махавихаре и 2000 в Четияпаббатавихаре.
Школа Махавихара («Великая Обитель») приобрела в Шри-Ланке доминирующее положение в начале второго тысячелетия нашей эры и постепенно распространилась по континентальной части Юго-Восточной Азии. В Мьянме она появилась в конце XI века, в Таиланде в XIII в. и в начале XIV веков, в Камбодже и Лаосе к концу XIV века.
Махавихара никогда полностью не подменяла в Юго-Восточной Азии другие школы, но она получала особую поддержку большинства королевских дворов.

#### Влияние Махаяны
На протяжении веков тхеравадины Абхайагири поддерживали тесные отношения с индийскими буддистами и переняли много новых учений из Индии, включая разные элементы учений Махаяны, в то время как Джетавана оказалась к ним менее восприимчива. Сюаньцзан упоминал о двух основных направлениях Тхеравады в Шри-Ланке, называя традицию Абхайягири «Махаяна стхавирас», а традицию Махавихары «Хинаяна стхавирас». Он также писал, что сторонники Махавихары отвергают Махаяну как ересь, в то время как приверженцы Абхайягири изучают «как Хинаяну, так и Махаяну».
Со времён правления Гаджабаху I до XII века монастырь Абхайагири был влиятельным университетом и центром изучения Махаяны. С ним связаны имена многих учёных, создававших труды как на санскрите, так и на пали. В их числе создатель Вимуттимагги Упатисса, автор Саддхаммопаяны Кавикакраварти Ананда, Арьядева, Ариасура, тантрические мастера Джаябхадра и Чандрамали. Известно, что в VIII веке в Шри-Ланке практиковались как Махаяна, так и эзотерическая форма буддизма Ваджраяны. В это время остров посетили Ваджрабодхи и Амогхаваджра, индийские монахи, распространявшие эзотерический буддизм в Китае.

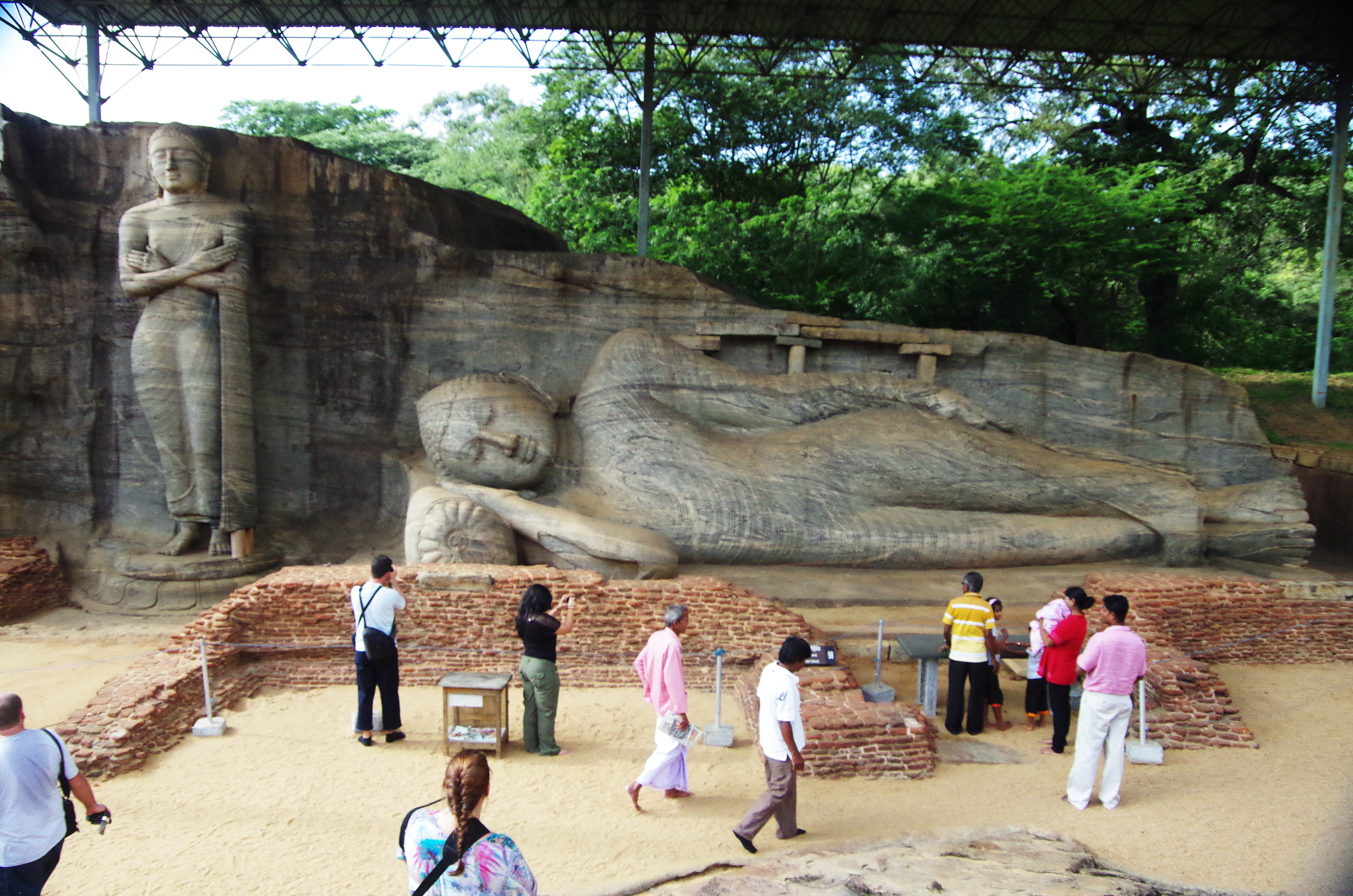
По заказу Паракрамабаху I были построены различные религиозные сооружения, например, («Каменный храм») в Полоннаруве с тремя статуями Будды, вырезанными из одной большой скалы.

#### Царствование Паракрамабаху I
Доминирующее положение Абхайягиривихары изменилось в XII веке, когда секта Махавихара получила политическую поддержку царя ланкийского царства Поллунарува Паракрамабаху I (1153—1186), который полностью упразднил Абхайягири и Джетавану. Монахов, принадлежащих этим двум традициям, лишили духовного сана. Им следовало либо навсегда вернуться к мирской жизни, либо попытаться принять рукоположение соответствии с традицией Махавихары в статусе «новичков» (шраманера). Вероятно, Паракрамабаху I предпринял столь радикальные действия, поняв, что сангха, особенно Абхайягири, раздроблена, коррумпирована и нуждается в реформе.
В исторической шри-ланкийской царский хронике «Чулавамсе» есть упоминания о том, что в это время монахи-тхеравадины «отвернулись друг от друга и наслаждались всеми видами раздоров». Согласно этой летописи многие монахи шри-ланкийской сангхи даже начали вступать в брак и заводить детей, ведя себя скорее как миряне. Главным духовным лидером, помогавшим Паракрамабаху I в этих реформах, был Махатера Кассапа, опытный монах, хорошо разбиравшийся в писании и монашеской дисциплине. Паракрамабаху I также известен тем, что он перестроил древние города Анурадхапура и Полоннарува, восстановив буддийские ступы и вихары. Для руководства сангхой и рукоположениями в Шри-Ланке царь назначил из числа монахов Сангхараджу, или «Короля Сангхи» и двух его заместителей. Царствование Параккамабаху I также привело к расцвету схоластики Тхеравады благодаря работе таких выдающихся учёных Шри-Ланки, как Ануруддха, Сарипутта Тхера, Махакассапа Тхераиз Димбулагала вихарыи Моггаллана Тхера. Они работали над составлением подкомментариев по Типитаке, текстов по грамматике, конспектов и учебников по Абхидхамме и Винае, например, Абхидхамматтха Сангаха Ануруддхи.

### Распространение в Юго-Восточную Азию

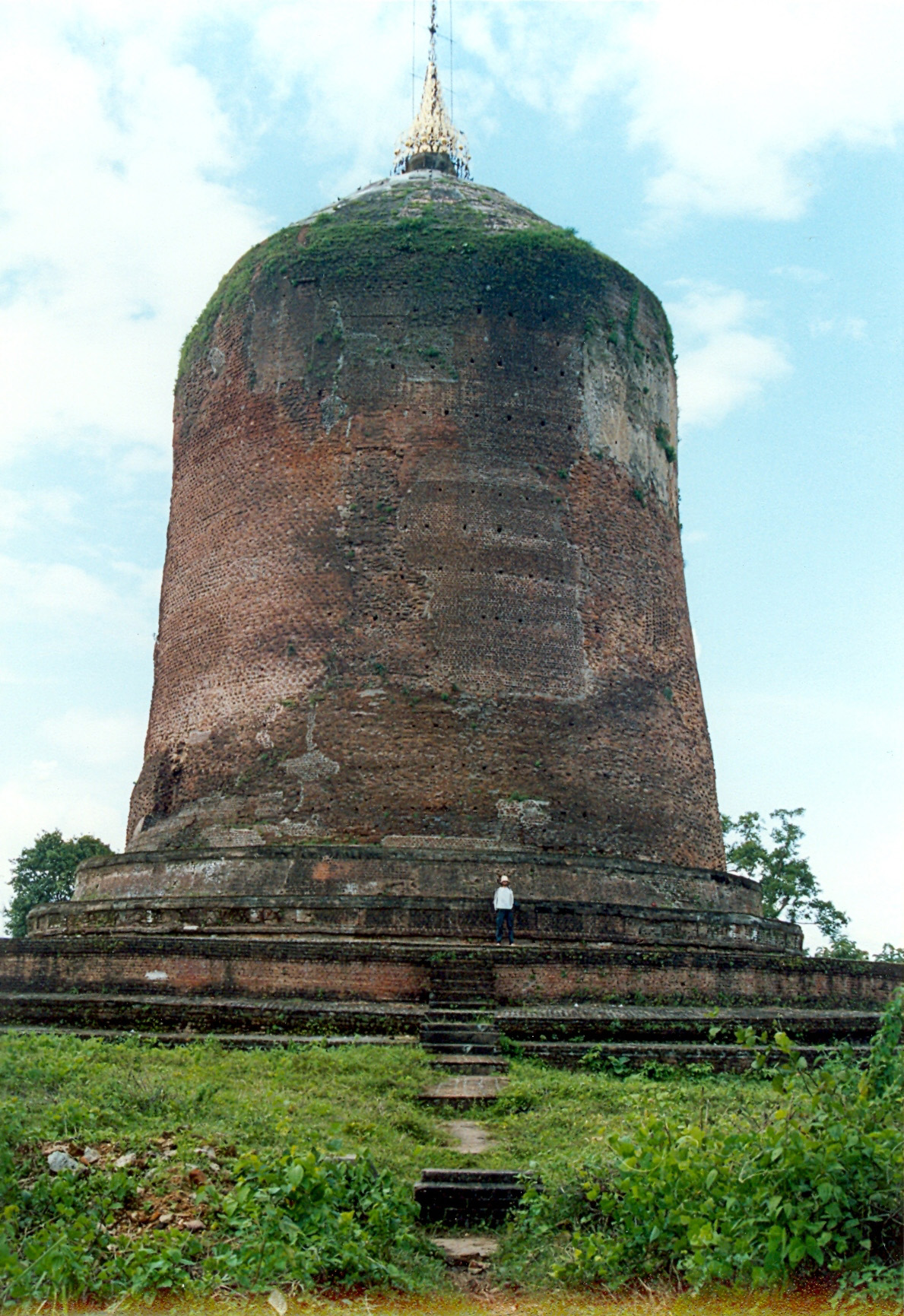
Пагода в Шрикшетре.

Согласно шри-ланкийской хронике Махавамсе, после завершения Третьего буддийского совета в Суварнабхумибыла отправлена миссия, возглавляемая двумя монахами, Соной и Уттарой. Учёные расходятся во мнениях относительно того, где именно находилась земля Суварнабхуми, но обычно считается, что она была расположена где-то в районе Нижней Бирмы, Таиланда, Малайского полуострова или Суматры. До XII века на территориях Таиланда, Мьянмы, Лаоса и Камбоджи доминировали буддийские секты из Индии, среди которых были школы Махаяны. В VII веке Ицзин в ходе своих путешествий отмечал, что в этих районах процветали все основные секты индийского буддизма.

##### Мьянма
Поначалу в Мьянме преобладал буддизм Махаяны, о чём свидетельствуют тексты, написанные на санскрите, а не на пали. После упадка буддизма в Индии прибывшие из Шри-Ланки монахи-миссионеры постепенно преобразовали бирманский буддизм в Тхераваду, которая в течение последующих двух столетий распространилась на территориях Таиланда, Лаоса и Камбоджи и вытеснила существовавшие там формы буддизма.

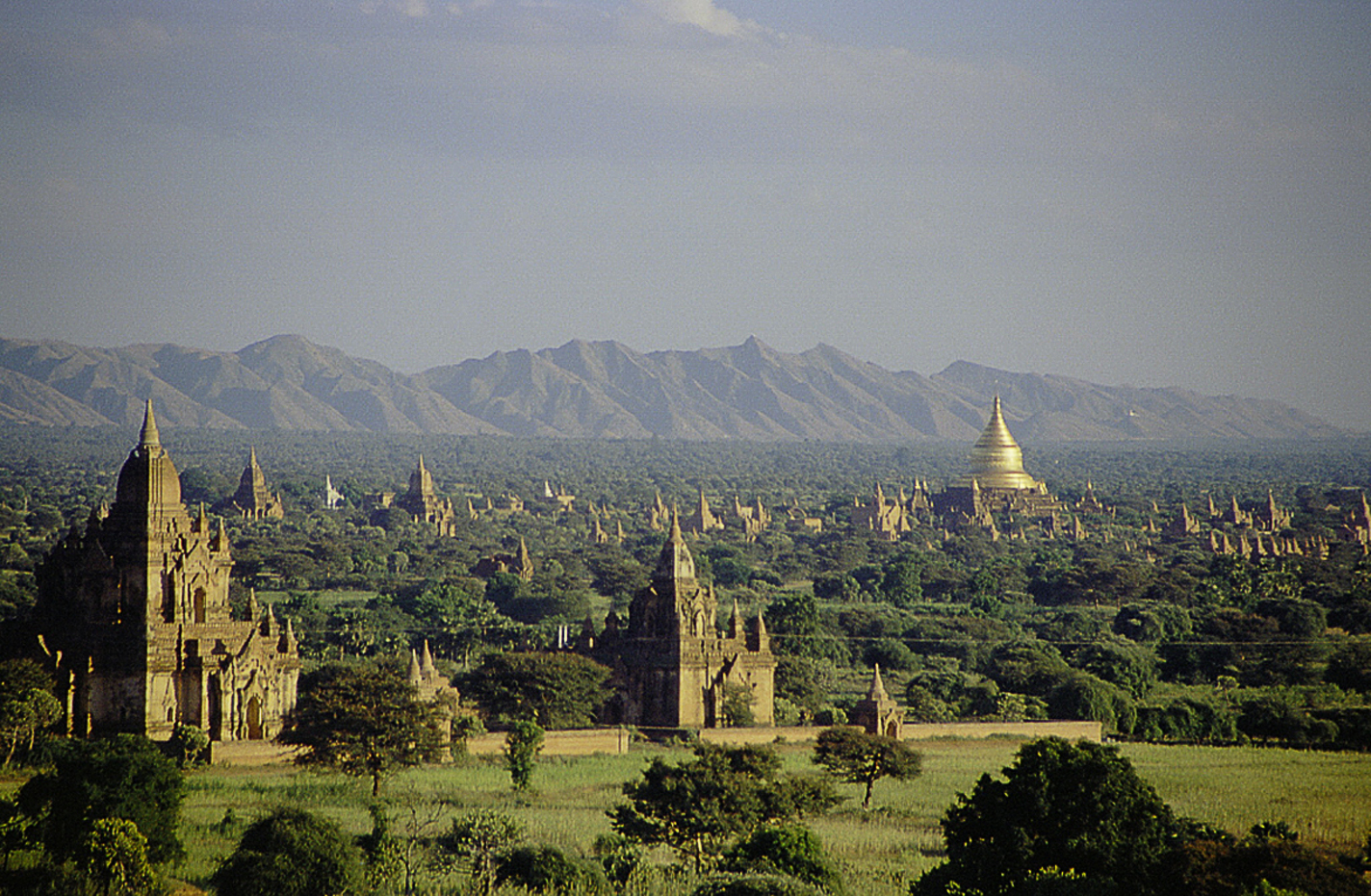
Развалины Пагана, древней столицы Мьянмы.

Первыми народами, населявшими Мьянму, были моны и пью. Самые древние из сохранившихся буддийских текстов на палийском языке происходят из города-государства Пью Шрикшетра. Они датируются серединой V и VI веков и написаны на двадцати листах чистого золота. Имеются доказательства доминирующего положения Тхеравады в бассейнах рек Иравади и Чаупхрая, начиная примерно с V века н. э., хотя в этих областях в то время присутствовала Махаяна.
По мере начала контактов и завоевания со стороны народов мон и пью бирманцы постепенно обращались в Тхераваду. Это началось в XI веке во время правления в Паганском царстве царя Аноратхи (1044—1077 гг.), который приобрёл священные палийские писания в ходе войны против представителей народа мон и шри-ланкийцев и построил в своей столице ступы и монастыри. В 1287 году Паган подвергся нападению и был разграблен монгольскими войсками Хубилая. До нашествия Хубилай-хана в городе насчитывалось около 13000 буддийских храмов.

##### Камбоджа и Таиланд
В кхмерской империи основными религиями были индуизм и буддизм Махаяны, который получил особенную поддержку со стороны императора Джаявармана VII (1120—1218 гг.), отправившего своего сына Тамалинду в Шри-Ланку, где тот стал монахом. С XIII века господствующей религией становится Тхеравада.
До образования государства Сукхотаи на территории современного Таиланада Тхеравада сосуществовала с Махаяной. Во времена правления Рамакхамхаенга Великого (1237—1298) Тхеравада была признана официальной религией и главой сангхи стал приглашённый из Након-Ситаммарата монах.

### Тантрические и эзотерические элементы
В предмодернистскую эпоху буддизм Юго-Восточной Азии включал в себя многочисленные элементы, которые можно было бы назвать тантрическими и эзотерическими (например, использование мантр и янтр в сложных ритуалах). В поздних текстах Тхеравады встречаются неортодоксальные разработки теории и практики. Они включают в себя традицию йогавачары и боран камматханы («древние практики»). Эти традиции включают новые практики и идеи, отличающиеся от ортодоксальных положений Тхеравады, например, использование мантр (таких как «арахам»), практику магических формул, сложные ритуалы и упражнения на визуализацию.

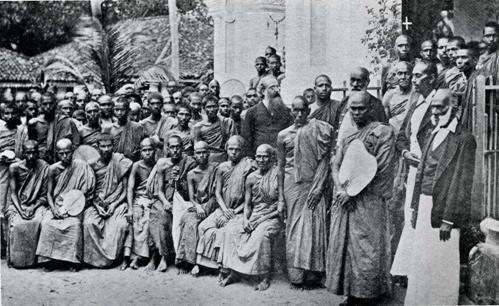
Генри Олкотт и буддисты на Шри-Ланке.

### Модернизация и распространение на Запад
В XIX веке начался процесс взаимного влияния как азиатских буддистов и индуистов, так и западной аудитории, проявившей интерес к древней мудрости. Тхеравада также оказалась под влиянием этого процесса, который привёл к буддийскому модернизму; особенно важную роль в этом процессе на Шри-Ланке сыграли основатели Теософского общества Елена Блаватская и Генри Стил Олкотт. Одновременно с этим получила новое осмысление и распространение медитация випассана, которая с 50-х годов XX века начала обретать популярность в Восточной Азии, а с 70-х годов на западе.

#### Реакция на западную колонизацию
Движение за религиозное возрождение стало также реакцией на изменения, вызванные колониальными режимами. Западные колонизаторы и христианские миссионеры намеренно навязывали среди буддийского духовенства в Шри-Ланке и насаждали в колониях в Юго-Восточной Азии особый тип христианского монашества, ограничивая деятельность монахов в индивидуальной практике и отправлении храмовых служб.
До установления британского колониального контроля в Шри-Ланке и в Бирме монахи отвечали за образование детей мирян и издавали большое количество литературы. После захвата британцами буддийские храмы стали подчиняться строгому управлению, им разрешалось использовать свои средства только на религиозную деятельность. Христианские священники получили контроль над системой образования.
Иностранное, особенно британское управление ослабило сангху. По мнению шри-ланкийского учёного-монаха Валполы Рахулы христианские миссионеры вытеснили буддийских монахов, присвоили их образовательную, социальную и благотворительную роль и изменили взгляды общества на монахов благодаря своему институциональному влиянию на элиту. В постколониальный период многие монахи посвятили себя устранению этих явлений. В Шри-Ланке и Мьянме началось движение за восстановление роли буддизма в обществе.
Одним из следствий реакции против западного колониализма стала модернизация буддизма Тхеравады: он вобрал некоторые западные элементы, а медитация стала доступна для мирян.
Модернизированные формы практики Тхеравады распространились на Запад в том числе в США.

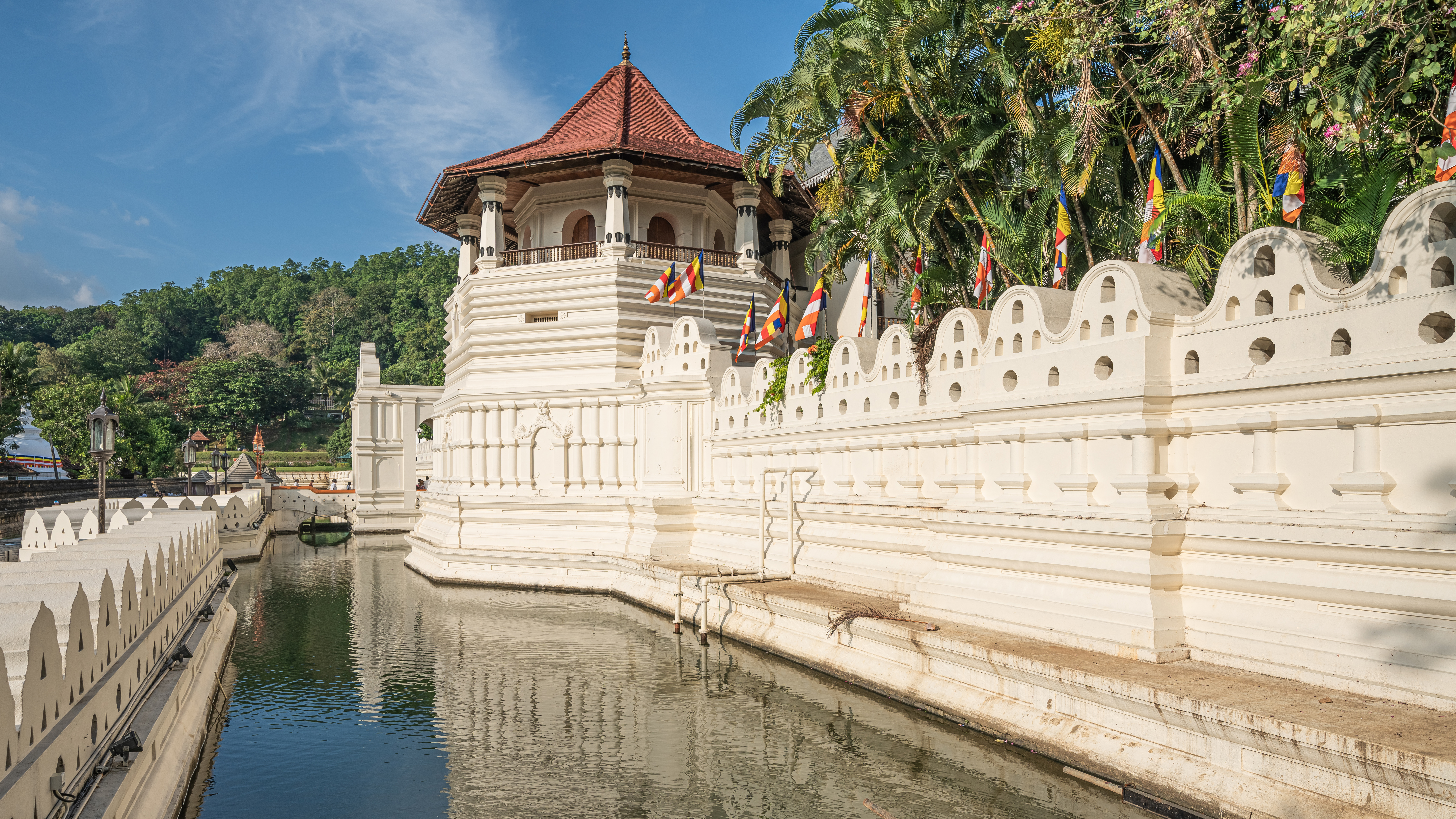
Храм Зуба Будды был обновлён в ходе восстановления буддизма в Шри-Ланке.

##### Шри-Ланка
В Шри-Ланке тхеравадины видели в западной культуре средство для возрождения их собственной традиции. Христианские миссионеры угрожали местным обычаям. В ответ на это тхеравадины стали активно распространять буддизм и вступать в дебаты с христианами. Им оказало помощь Теософское Общество, посвятившее себя поиску мудрости в древних источниках. Теософы поддержали одного из лидеров Тхеравады Анагарику Дхармапалу. Дхармапала обратился к средним классам, предлагая им религиозную практику и идентичность для противостояния британским колонистам. В результате усилий Дхармапалы мирянам открылась практика и учение, которые ранее были доступны только монахам.

##### Мьянма
Влиятельной фигурой в буддизме Мьянмы был король Миндон (1808—1878). Он провёл в Мандалае Пятый буддийский собор (1871), во время которого в 1868 году весь текст Палийского канона был высечен на мраморных плитах пагоды Кутодо, Бирма, став одной из самых больших книг в мире. Во ходе правления Миндона возникли различные реформистские секты, такие как Двайя и Швегин, которые выступали за более строгое монашеское поведение, чем основная традиция Тудхамма.
В колониальной Бирме между христианскими миссионерами и буддийскими монахами, среди которых был один из первых европейцев, получивших монашеское посвящение, У Дхаммалока, сохранялось напряжение. После обретения независимости Мьянма стала местом проведения Шестого буддийского собора (Весак 1954 — Весак 1956), на котором присутствовали монахи из восьми стран Тхеравады.
Современная практика медитации випассана получила в Мьянме новое распространение в XIX веке благодаря «Новому бирманскому методу» У Нарады. Этот метод был популяризован его учениками Махаси Саядо и Ньянапоникой Тхера. Монахи Леди Саядо и Мингон Саядо основали центры медитации для мирян. Знаменитый наставник-мирянин Гоенка открыл многочисленные центры випассаны по всему миру.

##### Таиланд и Камбоджа

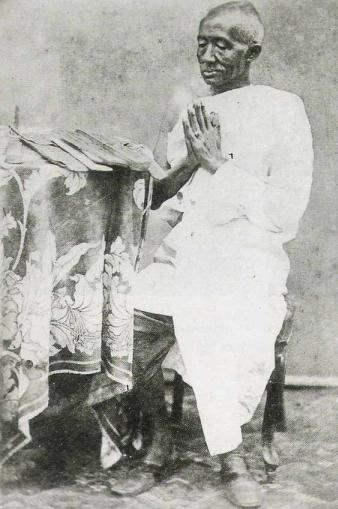
До восшествия на престол король Монгкут долгое время был монахом и носил имя Vajirañāṇo Bhikkhu.

С приходом к власти в Таиланде 1851 году короля Монгкута, который в течение двадцати семи лет до восшествия на престол был монахом, сангха, как и королевство, стала более централизованной и иерархической, а её связи с государством обрели более законный статус. Монгкут был выдающимся исследователем палийского буддийского священного писания. Более того, многочисленные монахи, эмигрировавшие из Бирмы, привнесли строгую дисциплину, характерную для сангхи Мон. Под их влиянием и руководствуясь собственным пониманием Типитаки, Монгкут начал реформаторское движение, которое впоследствии стало основой для Дхаммаюттика Никаи. Монгкут защищал строгое соблюдение Винаи. Он также подчеркнул важность изучения священных писаний и рационализма. Его сын король Чулалонгкорн создал национальную структуру буддийского монашества и систему монашеского образования.
В начале 1900-х годов монах Аджан Саo Кантасилои его ученик Мун Бхуридатта возглавили движение за возрождение тайской традиции лесного монашества.
В XX веке наиболее известными практикующими этой традиции были Аджан Тейт, Аджан Маха Буаи Аджан Ча.
Современный буддизм в Камбодже находился под сильным влиянием тайского буддизма. Во времена правления короля Нородома (1834—1904) в стране появилась и получила королевское покровительство школа Дхаммаютика никая. Придя к власти в 1978 году, красные кхмеры убивали камбоджийских буддийских монахов и разрушали храмы.
Преследование на религиозной почве носило массовый характер.
После падения режима произошло восстановление сангхи. Видным деятелем современной камбоджийской Тхеравады является Маха Госананда.

##### Современное развитие
Среди современных тенденций можно отметить следующие:
- Модернизм: попытки приспособиться к современному миру и перенять некоторые его идеи; в том числе:
  - Движение зелёных, забота об окружающей среде[80].
  - Синкретизм с другими направлениями буддизма и индуизмом.
  - Универсальная инклюзивность.
- Реформизм: попытки восстановить предполагаемый ранний идеал буддизма.
- Ультиматизм.
- Неотрадиционализм:
  - возрождение ритуализма;
  - возрождение мифологии.
- Участие в социальной и политической жизни, т. н. ангажированный буддизм[англ.]. Протестная деятельность и участие в выборах[81].
- Религиозные обряды (ритуалы почитания).
- Реакция на буддийский национализм.
- Восстановление лесного монашества.
- Возрождение практики медитации (монахами и мирянами). Особенный вклад внёс Леди Саядо.
- Попытки восстановить традицию бхиккхуни.
- Распространение буддизма на Западе[англ.] и образование западных монашеских организаций.

## Тексты

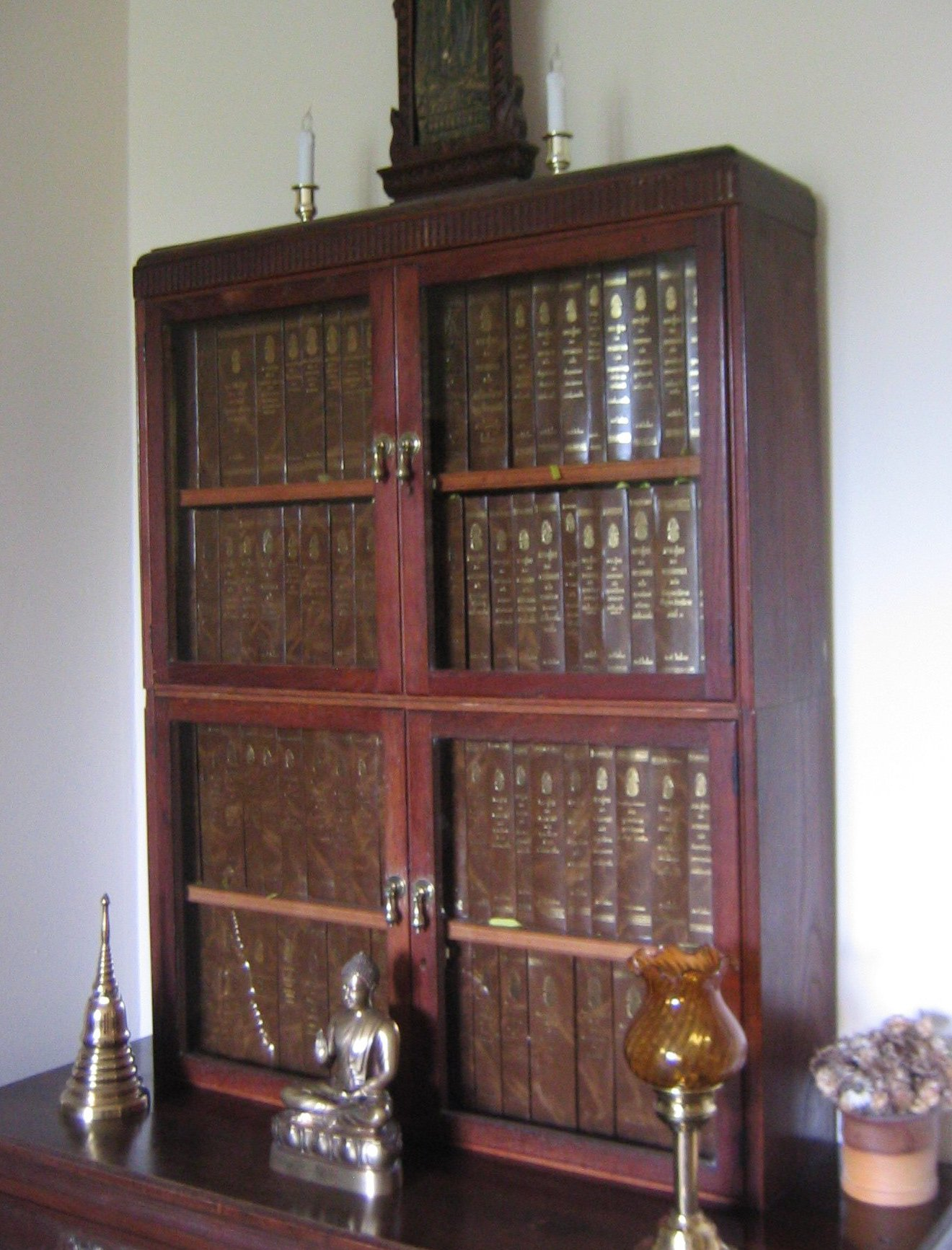
Традиционный тайский шкаф с полным изданием Палийского канона

### Палийский канон
Для Тхеравады высшим авторитетом в том, что составляет Дхамму (истину или учение Будды) и организацию Сангхи (сообщество монахов и монахинь), является буддийский Палийский канон — Типитака (пали: «Три корзины мудрости»). Он состоит из трёх частей («корзин»): Сутта-питаки, Виная-питаки и Абхидхамма-питаки. Палийская Абхидхамма не признана иными современными буддийскими школами вне Тхеравады как аутентичное «Слово Будды».
По содержанию Сутта-питака и Виная-питака, входящие в Типитаку, во многом совпадают с агамами, собраниями текстов на китайском и тибетском языках и частично на санскрите и пракритах, которые используются не-тхеравадинскими школами в Индии, и с различными не-тхеравадинскими винаями (монастырскими уставами). Исходя из этого, в учёной среде принято использовать некоторые из этих текстов для гипотетической реконструкции досектантского буддизма.
Тхеравадинами считается, что большая часть Палийского канона, который до сих пор используется общинами Тхеравады, была передана на Шри-Ланку во время правления императора Ашоки. В течение нескольких столетий тексты передавались в устной форме (как это было принято в те времена в отношении религиозных текстов), а в I веке до н. э. они были записаны в ходе Четвёртого буддийского собора в Шри-Ланке.
Тхеравадны считают, что их школа одна из первых буддийских школ, создавшая буддийский канон в письменной форме. Однако первая исторически достоверная запись Палийского Канона датируется лишь V в. н. э., а древнейший из всех обнаруженных письменных канонов принадлежит иной школе буддизма, Дхармагуптаке.
Некоторые тексты Палийского Канона не являются конкретно «тхеравадинскими», а сохранили следы ныне утраченного досектантского буддизма. В течение длительного времени (I в. до н. э. — V в. н.э) тхеравадины активно редактировали, урезали и дополняли свой канон, поэтому буддологи с трудом извлекают из него фрагменты того, что возможно было записано в более ранний период. Палийский Канон, судя по всему, не является учением исторического Будды. Полные рукописи всех четырех Никай Палийского Канона датируются только XVII веком и позже.
Типитака состоит из сорока пяти томов в тайском издании, сорока в бирманском и 58 сингальском.

#### Виная (свод правил для монахов) и Абхидхамма
Поскольку большая часть материалов Сутта-питаки по содержанию частично совпадает с собраниями сутр других буддийских традиций, именно Виная (монашеская дисциплина) и Абхидхамма являются наиболее характерными отличительными аспектами буддизма тхеравады.
Школа Вибхаджьявада («аналитики»), ветвь школы Стхавира, из которой произошла Тхеравада, отличалась от других ранних буддийских школ во многих аспектах. Различия возникли в результате систематизации буддийских учений, которые сохранились в абхидхармах различных школ. Уникальные доктринальные положения Тхеравады изложены в том, что известно как Абхидхамма-питака, а также в более поздних палийских комментариях (пали Aṭṭha-kathā) и подкомментариях (пали ṭīkā). Большой объём этой канонической и комментаторской палийской литературы вызвал необходимость появления многочисленных справочников и доктринальных резюме, наиболее влиятельными из которых являются Висуддхимагга и Абхидхаммасхасангаха.
Палийская Абхидхамма — это переформулировка учения Будды строго формализованным языком, представляющая собой последовательную философскую систему. Её цель заключается не в эмпирической проверке буддийских учений, а в изложении правильной систематической интерпретации утверждений Будды в Сутре, чтобы максимально точно переформулировать его «систему». Поскольку Абхидхамма сосредоточена на анализе внутреннего жизненного опыта существ и структуры феноменологического сознания, многие учёные, например, Ньянапоника, Бхикку Бодхии Александр Пятигорский, часто сравнивали эту систему с некой феноменологической психологией.
Тхеравада традиционно придерживалась доктринальной позиции, согласно которой каноническая Абхидхамма-питака фактически была преподана самим Буддой. Современная наука, как правило, датирует тексты Абхидхаммы III веком до н. э. Однако некоторые учёные, например, Эрих Фрауволнер, считают, что ранние тексты Абхидхаммы были созданы на основании экзегетических и катехизических работ, использующих доктринальные списки — матики, которые можно встретить в суттах.
Нынешняя Тхеравада, как школа буддизма, основана не на Палийском Каноне непосредственно, а на различных средневековых комментариях и произведениях: на «Вимуттимагге» и «Висуддхимагге» в Шри-Ланке, на «Параматтха Виничайе» и «Намачара Дипаке» в Мьянме, на «Трай Пхумикатхе» в Таиланде

#### Неканоническая литература
В IV или V веке Буддхагхоша создал первые палийские комментарии к большей части Типитаки (основываясь на гораздо более старых рукописях, написанных в основном на древнем сингальском языке), включая комментарии к никаям и комментарий к Винайе пали Samantapāsādikā. Труды Буддхагхоши стали частью традиции Махавихара в Шри-Ланке, которая после XII века приобрела доминирующее положение на острове и во всей Тхераваде.
Другим важным жанром литературы Тхеравады являются короткие справочники и резюме, которые служат введениями и учебными пособиями для более крупных комментаторских трудов. Два наиболее влиятельных изложения — это пали Pālimuttakavinayavinicchayasaṅgaha Сарипутты Тхеры, краткое изложение комментариев к Винае Буддхагхоши, и Абхидхамматтха сангахаАнуруддхи (Руководство по Абхидхамме).
Для многих буддистов-тхеравадинов палийские тексты и язык имеют символическое и ритуальное значение, однако для большинства людей буддийские учения доступны через народную литературу, устные проповеди, церемонии, а также фильмы и интернет-СМИ.
На местных языках сегодня существует гораздо больше литературы о Тхераваде, чем на пали.
Важным жанром литературы Тхеравады, как на пали, так и на местных языках, являются джатаки, истории прошлых жизней Будды (их 547), входящие в Палийский буддийский канон. Они очень популярны, их интерпретации представлены в самых разных форматах: от мультфильмов до высокой литературы. Вессантараявляется одной из самых популярных ападан[27].
Буддисты-тхеравадины не считают большую часть китайских и тибетских Священных Писаний Махаяны подлинными словами Будды и относятся к ним как к апокрифам.

## Теория (париятти)
Тхеравада традиционно позиционирует себя как Вибхаджьявада — «учение анализа». Тем не менее в своей настоящей практике большинство тхеравадинов сосредоточились на культивировании нравственного поведения, сохранении учений Будды (Дхаммы) и приобретении хорошей кармы, которую обеспечивают щедрые пожертвования (дана).

### Основные доктрины
Ключевые моменты доктрины Тхеравады содержатся в Палийском каноне, единственном полном собрании ранних буддийских текстов, сохранившихся на классическом индийском языке. Они включают:
- Срединный путь
- Четыре благородные истины
- Благородный восьмеричный путь
- Три признака существования
- Пять скандх
- Теория взаимозависимого возникновения
- Карма в буддизме[англ.]и перерождение в буддизме[англ.]
- Дхьяна
- Bodhipakkhiyādhammā[англ.]
- Клеша и асава
- Авидья
- Ниббана

### Теория дхамм
В палийских никаях Будда учит методом объяснения опыта через различные концептуальные группы физических и умственных процессов, называемых дхаммами. Примеры списков дхамм, которым учил Будда, включают двенадцать чувственных «сфер» или аятан, пять совокупностей или скханд и восемнадцать элементов познания или дхату.
Расширяя эту модель, палийская Абхидхамма занималась анализом «высшей истины» (пали paramattha-sacca), которую полагала состоящей из всех возможных дхамм и их отношений. Таким образом, центральная теория палийской Абхидхаммы известна как «теория Дхаммы».

#### Характеристики
«Дхамма» во множественном числе переводится как «факторы», «психические характеристики», «психофизические события» и «явления». По словам тхеравадинского комментатора Аттхасалини, дхаммы обладают своей особенной природой (пали sabhāva), а в качестве альтернативы они порождаются условиями или в зависимости от той или иной природы.
Дхаммы, которые можно перевести как «принципы» или «элементы» (пали dhamma) — это «то, что возникает, когда процесс анализа доходит до крайних пределов». Однако это не означает, что они обладают независимым существованием, поскольку они постулируются «только в описательных целях». Дхаммы определяют как составляющие чувственного опыта; неустранимые «строительные блоки», формирующие мир, хотя они не обладают статическим ментальным содержанием и не являются веществами. Ноа Ронкин также утверждает, что произошёл постепенный сдвиг от ранних канонических текстов, которые имели тенденцию объяснять опыт в терминах изменяющихся процессов, к традиции Абхидхаммы, которая разобрала эти процессы на различные психические события.
Дхаммы не являются постоянными, дискретными и отдельными сущностями, они всегда находятся во взаимообусловленных отношениях с другими дхаммами и всегда возникают, изменяются и исчезают. Таким образом, утверждение, что они имеют свою «собственную природу» (пали sabhāva), служит только для описания. Альтернативно, в комментаторских трудах Тхеравады иногда приравнивают два термина. Например, в Висуддхимаге говорится, что «дхамма» означает «сабхава». Тхеравада относит сабхаву дхаммы к индивидуализирующей характеристике (пали salakkhana), которая не является чем-то присущим дхамме, как отдельной конечной реальности, но возникает из-за поддерживающих условий как других дхамм, так и иных предыдущих появлений этой дхаммы. Ноа Ронкин утверждает, что в Абхидхамме Тхеравады термин «сабхава» преимущественно используется для определения индивидуальности, а не экзистенциального статуса дхамм. Концепция сабхавы свидетельствует о заинтересованности тхеравадинов в раскрытии природы сознательного опыта: по их предположению это может быть осуществлено путём перечисления возможных типов событий, составляющих этот опыт, и их индивидуализацией. Чтобы индивидуализировать дхаммы, нужен метод определения того, что представляет собой тот или иной дхаммический образец каждого возможного типа события и того, что делает его таким. Для этой цели была использована концепция сабхавы.
Таким образом, хотя в Абхидхамме Тхеравады дхаммы являются главными составляющими опыта, они не рассматриваются в качестве субстанций, сущностей или независимых частностей, поскольку они пусты (пали suñña) от «я» (пали attā) и обусловлены. Это прописано в Патисамбхидамагге, где говорится, что дхаммы пусты от сабхавы (пали :  sabhavena suññam). По словам Ронкин, каноническая Палийская Абхидхамма остаётся прагматической и психологической и «не проявляет особого интереса к онтологии» в отличие от традиции Сарвастивады. Пол Вильямс также отмечает, что Абхидхамма по-прежнему сосредоточена на практичности медитации прозрения и оставляет онтологию «относительно неизученной», тогда как поздние под-комментарии Тхеравады (пали ṭīkā) демонстрируют доктринальный сдвиг от ранней эпистемологической и практической проблематики к онтологическому реализму.

#### Классификация дхамм
Согласно Абхидхамме Тхеравады в общей сложности существует 82 возможных типа дхамм, из которых 81 является обусловленным (санкхата) и один необусловлен — ниббана. 81 тип обусловленных дхамм делится на три широкие категории: сознание (читта), связанный с ним ум (четасика) и материальность или физические явления (рупа). Поскольку ни одна из дхамм не существует независимо, каждая дхамма сознания (читта), возникает в связи (пали sampayutta) с не менее чем семью психическими факторами (четасики). Таким образом, в Абхидхамме все события в сознании рассматриваются как характеризующиеся интенциональностью и никогда не существуют изолированно.
Философия Абхидхаммы в основном занимается категоризацией различных типов сознания и сопутствующих умственных факторов, а также их обусловленных взаимоотношений (пали paccaya). Такие факторы делятся на:
1. Универсальные психические факторы (пали sabbacittasādhāraṇa cetasikas), которые являются основными и рудиментарными когнитивными функциями.
2. Случайные или особые психические факторы (пали pakiṇṇaka cetasikas).
3. Неблаготворные психические факторы (пали akusala cetasikas), в сопровождении одного из трёх неблагих корней — жадности, ненависти и заблуждения.
4. Благотворные умственные факторы (пали sobhana cetasikas), сопровождаемые полезными корнями — не-жадностью или щедростью, не-ненавистью или любящей добротой и не-заблуждением или мудростью.

### Теория двух истин
По словам Карунадасы, для Тхеравады теория двух истин, которая делит реальность на саммути (мирские условные обозначения) и параматту (высшие, абсолютные истины), является доктринальным новшеством Абхидхаммы, но она берёт своё начало в некоторых утверждениях ранних палийских никай. Это главным образом можно увидеть в различении, которое Ангуттара-никая делает между утверждениями (не истинами), являющимися пали nītattha (явными, окончательными) и пали neyyattha (требующими дальнейшего объяснения). Карунадаса отмечает, что в никаях между nītattha и neyyattha не делается никакого преференциального ценностного выбора. Подчёркивается лишь, что эти два вида утверждений не следует смешивать. Другим ранним источником этой доктрины является Saṅgīti-sutta Дигха никая 33, в которой перечисляются четыре вида знания: (а) прямое знание учения (пали dhamme ñāna), (б) индуктивное знание учения (пали anvaye ñana)), (c) знание анализа (пали paricchede ñana) и знание (лингвистических) условных обозначений (пали sammuti-ñana). Тем не менее в ранних никаях идея саммути (лингвистические условные обозначения) не основывается на доктрине реально существующего, хотя то, что подвергается анализу, называется самутти, в отличие от Абхидхаммы, в которой анализируемое не называется параматтой. В ранних буддийских писаниях термин параматта используется только для описания ниббаны, тогда как в Абхидхамме в онтологическом смысле он означает « существующее в реальности и обладающее истинным смыслом».
В Абхидхамме ортодоксальной Тхеравады ситуация, объясняемая в терминах того, что не может быть далее эмпирически проанализировано в более мелких компонентах с различными характеристиками (пали lakkhana), является пали paramattha-sacca (абсолютная истина). Ситуация, объясняемая в терминах того, что далее анализируется зависимости от синтезирующей функции ума (то есть, пали paññatti), является пали sammuti-sacca (истиной по соглашению), которая существует в относительном или общепринятом смысле из-за ментальной концепции (пали attha-paññatti) и языковой конструкции (пали nama-paññatti). Однако даже эти элементарные компоненты (то есть дхаммы) возникают обусловлено, «обязательно сосуществуют и позиционно неразделимы (пали padesato avinibhoga)». В отличие буддийской традиции, основанной на санскрите, в которой условная истина называется самврити(в значении «прятать» или «скрывать»), термин саммути в палийской Абхидхамме просто означает человеческое соглашение и не имеет этой коннотации низшей истины, скрывающей высшую истину. Следовательно, тхеравадинская версия двух истин не подразумевает, что истинное в одном смысле является ложным в другом, или даже то, что один вид истины превосходит другой. Различие между sammuti-sacca и paramattha-sacca относится не к двум видам истины как таковым, а к двум способам представления истины. Будучи формально представлены в виде двух истин, они толкуются как два способа выражения того, что является истиной. Они не представляют две степени истины, одна из которых выше или ниже другой. И при этом являются двумя параллельными истинами.
Из-за этого в палийской Абхидхамме даже пали paramattha-sacca («высшая истина», санскр.: paramatma-satya) объясняется с помощью концепций, хотя само абсолютное не является продуктом концептуальной функции ума (пали paññatti), его нельзя объяснить без посредничества paññatti. Кроме того, согласно Цзе Фу Куану, в Дхаммасангани дхаммы не являются высшей реальностью по сравнению с обычными конструкциями, подобным личностям. В этом тексте также говорится, что «все дхаммы являются путями обозначения (paññatti)», «все дхаммы являются путями толкования (пали nirutti)» и что «все дхаммы являются способами выражения (пали adhivacana)». Следовательно, каноническая Абхидхамма Питака не поддерживает интерпретацию двух истин как относящихся к первичным онтологическим реальностям (как видно из более поздних комментариев, а также принято в Сарвастиваде).

### Доктринальные различия с другими школами
Доктринальные позиции школы Тхеравада по отношению к другим ранним буддийским школам представлены в палийском тексте «Катхаваттху» (пали: «Точки противоречия»), который, как утверждается, был составлен учёным по имени Могалипутта-Тисса (ок. 327—247 г. до н. э.) Текст освещает несколько философских и сотериологических вопросов.

#### Точка зрения относительно архата
Тхеравадины верят, что пробуждённый арахант (буквально: «достойный») имеет «не подверженную порче природу». Приверженцы других ранних буддийских школ, таких как Махасангхика, считают, что араханты могут регрессировать. Тхеравадины также оспаривают идею о том, что араханту может не хватать знаний или у него бывают сомнения, а также что у них случаются ночные поллюции, что связано с некоторыми остаточными оковами чувственности. Тхеравада также не согласна со мнением школы Уттарапатхака о том, что мирянин может стать арахантом и продолжать свою семейную жизнь.

#### Точка зрения относительно Будды
Тхеравада отвергла точку зрения школ Локоттаравады, которые утверждали, что даже обычная речь Будды была надмирской или трансцендентной. Они также отвергли прото-махаянский докетический взгляд школы Вайпулья (IAST: Vetullavāda), согласно которой Дхарме учил не сам Будда, который пребывал на Небесах Таватимсы, а его магическое творение или «фантом».

#### Точка зрения на внезапное озарение
Согласно Тхераваде, «прогресс в понимании происходит сразу, „понимание“ (пали abhisamaya) не приходит „постепенно“ (последовательно — пали anapurva)», вера, известная как субитизм.

#### Философия времени
Что касается философии времени, традиция Тхеравады придерживается презентизма, представления о том, что существуют только дхаммы настоящего, вопреки этерналистскому взгляду традиции Сарвастивады, согласно которой дхаммы существуют во всех трёх временах — в прошлом, настоящем и будущем.
Составители Катхаваттху также отвергли доктрину мгновенности (IAST: kṣāṇavāda, пали khāṇavāda), которую поддерживали другие буддийские школы абхидхармы, такие как Сарвастивада, считая, что все дхаммы длятся «мгновение», означавшее для них атомистическую единицу времени — кратчайший возможный отрезок времени. По словам Ронкин, тхеравадины использовали термин «момент» (пали khāṇa) в качестве простого выражения для «короткого периода времени», «размер которого не фиксирован, но может определяться контекстом». В части Khanikakatha Катхаваттху тхеравадины также утверждают, что «мгновенными являются лишь ментальные феномены, тогда как материальные явления существуют длительное время».

#### Перерождение и Бхаванга
Что касается механизмов перерождения ортодоксальная Тхеравада, следуя Катхаваттху, отвергает учение о промежуточном состоянии (пали antarabhāva) между смертью и перерождением, считая, что последнее происходит немедленно. Однако в последнее время некоторые монахи-тхеравадины высказались в поддержку этой идеи, например, преподобный Балангода Ананда Майтрея.
Учение о Бхаванге («основание становления», «условие существования») является нововведением Абхидхаммы Тхеравады, где оно описывает пассивное состояние сознания (читта). Согласно Руперту Гетину, это «состояние, в котором ум отдыхает, когда не происходит никакого активного процесса сознания» как, например, в глубоком сне без сновидений. Также считается, что это процесс, который обусловливает будущее сознание перерождения.

#### Рупа
Ортодоксальная Тхеравада считает природу материи (пали rupa) одним из двух основных зависимо возникающих процессов субъекта (как часть совокупности разума и тела, называемого нама-рупа). Однако между этими двумя понятиями нет никакого дуализма, они представляют собой просто кластеры взаимодействующих и взаимозависимых процессов. Как отмечает Буддхагхоша (Висуддхимагга 596), одно может происходить только «при поддержке» (пали nissaya) другого, подобно тому, как слепой несёт калеку или две связки тростника обеспечивают друг другу опору и поддержку.
Рупа в основном определяется в терминах четырёх махабхут, четырёх «основных» физических явлений: плотности (буквально «земля»), сцепления (буквально «вода»), тепла (буквально «огонь») и движения (буквально «воздух»). В палийской Абхидхамме четыре первичных элемента начали соотноситься с несократимыми минимальными факторами или данными, которые составляют физический мир. Эти базовые явления объединяются, образуя вторичные физические явления. Таким образом, согласно Й. Карунадасе, палийский буддизм не отрицает существование внешнего мира и поэтому является своего рода реализмом. Тем не менее, Тхеравада также придерживается мнения, что рупа, как и все скандхи, является пустыми (пали suñña, ritta) и лишёнными независимой сущности (пали asara). Рупа-дхаммы, таким образом, не являются атомарными онтологическими субстанциями и просто представляют практическое описание чувственного мира. Согласно Карунадасе, это средний курс между взглядами на всё сущее как на абсолютное единство (пали sabbam ekattam) и абсолютную обособленность (пали sabbam puthuttam).
Ронкин считает, что Палийская Абхидхамма не включила в свою систему северную буддийскую атомистическую теорию как таковую. Как указывает Карунадаса, в канонических текстах Тхеравады не упоминается идея унитарного атома или термин параману. Скорее, в постканонических текстах используется термин калапа (буквально «пакет»), который соответствует коллективному атому Сарвастивады-Вайбхашики, то есть наименьшей материальной единице, состоящей из восьми элементов. Кроме того, термин «калапа» для обозначения коллективного атома стал стандартным только в литературе подкомментариев, и это не единичная частица, а собрание рупа-дхамм, которые неотделимы друг от друга и всегда существуют одновременно (пали sahajata).

### Современные тенденции
В настоящее время учение Тхеравады испытывает некоторое влияние западной мысли. Хотя монашеское образование всё ещё основано на изучении буддийских текстов, доктрины и палийского языка, в учебных планах монашеских колледжей и университетов появляются материалы и дисциплины, связанные с западным образованием. Модернистские тенденции можно проследить на примере таких деятелей, как Анагарика Дхармапала и король Монгкут. Они продвигали форму буддизма, которая была совместима с рационализмом и наукой и противостояла суевериям. Книга Валполы Рахулы«Чему учил Будда» рассматривается учёными как введение в модернистскую буддийскую мысль. Она широко используется в университетах в качестве учебного пособия.
Другим явлением современности являются буддийские философы, получившие образование на Западе, такие как Джаятиллеке К. Н. (ученик Витгенштейна) и Хаммалава Саддхатисса, продолжающие писать современные работы по буддийской философии («Ранняя буддийская теория познания» 1963 и «Буддийская этика» 1987, соответственно).
Появилась современная литература, пропагандирующая социально ориентированный буддизм и буддийскую экономику. Среди авторов Буддхадаса, Сулак Сиваракша, Праюдх Пайутто, Невилл Карунатилакеи Падмасири де Сильва.
Деятельность западных буддийских монахов, таких как Ньянапоника Тхера, Сома Тхера и Тханиссаро Бхикку также привнесла свой вклад в современное развитие учения Тхеравады.

## Практика (paṭipatti)

### Базовые тексты
В Палийском каноне путь (magga и patipada) буддийской практики описан разными способами. Одной из наиболее широко используемых структур в Тхераваде является Благородный Восьмеричный Путь:
Благословенный сказал: «И что такое, монахи, Благородный Восьмеричный Путь?
Это: правильные воззрения, правильное устремление,
правильная речь, правильные действия, правильные средства к жизни, правильное усилие, правильная осознанность, правильное сосредоточение.Вибханга сутта: Анализ. Саньютта Никая 45.8
С Благородным Восьмеричным путём тесно связаны три благородные дисциплины: пали sīla (нравственное поведение), пали samādhi (медитация или сосредоточение) и пали paññā (мудрость).
Ортодоксальная Тхеравада принимает семь стадий очищения, описанные в Висуддхимагге, как основной план пути следования. Висуддхимагга, доктринальная сумма сингальской Тхеравады, созданная в V веке Буддагхошей, была принята с XII века в Шри-Ланке в качестве ортодоксального представления относительно пути к освобождению и её влияние распространилось на другие народы, придерживающиеся этой религии. Семь стадий очищения разделены в ней на 3 сегмента:
- первый (часть 1) объясняет дисциплинарные правила, а также способ найти подходящий храм для практики и хорошего учителя[англ.].
- второй (часть 2) описывает практику шаматхи (успокоения). Здесь упоминаются разные стадии самадхи.
- третий сегмент (части 3—7) является описанием пяти скандх, двенадцати аятан, Четырёх благородных истин, взаимозависимого возникновения и практики випассаны через развитие мудрости. Акцент сделан на различные формы знания, возникающие благодаря практике. Этот раздел демонстрирует большие аналитические достижения, характерные для буддийской философии.

### Нравственное поведение
Шила (пали sīla), нравственное поведение, определяемая в основном как правильная речь, правильные действия и правильные средства к существованию, прежде всего понимается через учение о камме. Согласно Тхераваде предшествующие намеренные действия оказывают сильное влияние на текущий опыт каждого существа, и любые преднамеренно совершённые поступки будут иметь последствия в будущем, будь то в этой или в следующей жизни. Согласно буддийской традиции, карма зависит от намерения, с которым совершено действие(пали cetanā).

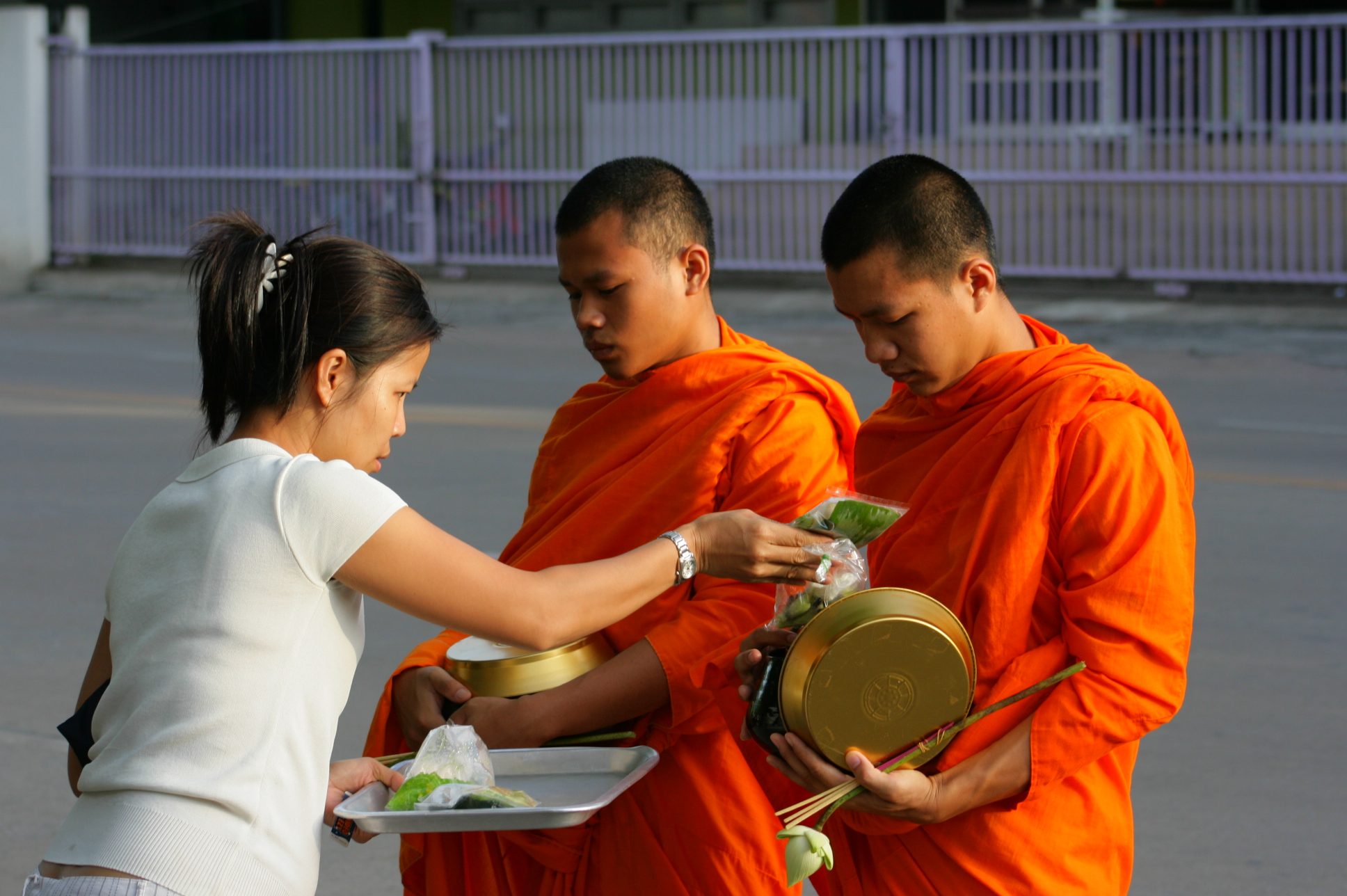
Мирянка совершает дану монахам.

Для совершения правильных действий следует руководствоваться набором предписаний или нравственного воспитания (пали sikkhāpada). Традиционно миряне Тхеравады после принятия перед монахом прибежища в трёх драгоценностях, обязуются также следовать пяти заповедям (всю жизнь или в течение ограниченного времени). На время упосатхи миряне могут принять 8 обетов.
Ещё одной важной особенностью этики Тхеравады является совершение добрых дел, приносящих «заслуги» (пали puñña), которые позволят человеку достичь лучшего перерождения. Добрые дела — это «десять благотворных действий»:
1. Щедрость (дана). Широко распространена практика подношения монахам четырёх вещей: еды, одежды, крова и лекарств.
2. Нравственное поведение (шила). Соблюдение пяти заповедей, в целом отказ от причинения вреда.
3. Медитация (бхавана).
4. Передача заслуг. Совершение добрых дел во имя умерших или всех живущих существ.
5. Сорадование заслугам, которые обретают другие люди, благодаря совершённым ими добрым делам.
6. Служение другим. Важная часть практики большинства мирян, также входит число в обязанностей монахов.
7. Уважение к окружающим. Проявление должного почтения, особенно к Будде, Дхамме, Сангхе и старшим людям, включая родителей. Жест, выражающий почтение — анджали.
8. Проповедование. Дар Дхаммы считается наивысшим из возможных даров.
9. Слушание Дхаммы.
10. Обретение правильных воззрений, в особенности в отношении четырёх Благородных истин и трёх характеристик бытия.

### Медитация
Медитация (пали bhavana, буквально «побуждающая становиться» или «совершенствование») означает позитивное совершенствование ума.

#### Возрождение практики

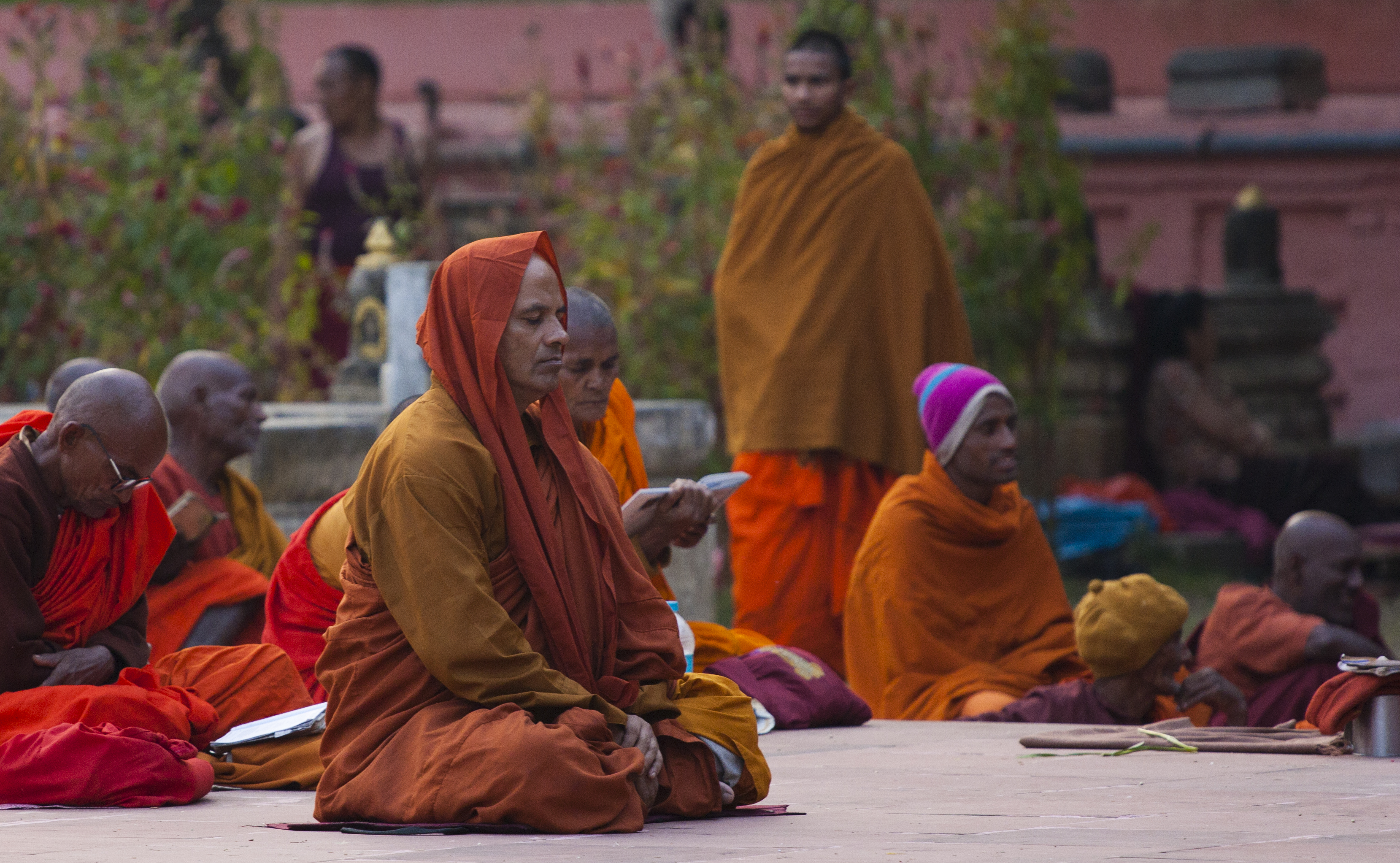
Медитирующие в Бодх-Гайе.

Випассана, часто пропагандируемая современным популяризаторским движением как медитация, восходящая к временам Будды, появилась на рубеже XIX—XX вв. Согласно некоторым источникам к X веку практика випассаны в традиции Тхеравады прекратилась из-за убеждения, что буддизм выродился и достичь освобождения до прихода Майтреи невозможно. Она была возрождена в Мьянме в XVIII веке монахом Медои (1728—1816), который написал 30 руководств по медитации.
Випассана стала частью реформ буддизма, начало которых относится к середине XIX столетия. Были разработаны техники медитации, основанные на Сатипаттхана сутте, Висуддхимагге и других текстах, с акцентом на сатипаттхану и чистый инсайт.
Несмотря на популяризацию випассаны среди мирян как в традиционно придерживающихся Тхеравады странах, так и на западе, медитация играет незначительную роль в жизни большинства тхеравадинских монахов. Буддийский модернисты склонны представлять буддизм рациональным и научно-обоснованным и это влияет на то, как проводится презентация и обучение випассане. В определённых кругах это привело к обесцениванию некоторых старых неэмпирических элементов Тхеравады.
Разновидности более старой медитации Тхеравады, известной как «borān kammaṭṭhāna», всё ещё существуют, но эта традиция в основном ушла в тень современных медитативных тенденций.

##### Техники — саматха и випассана
Буддийская медитация Тхеравады существенно различается по технике и объектам. Медитационные практики или бхаваны (совершенствования) подразделяются на две широкие категории: саматха бхавана (успокоение) и випассана бхавана (исследование, понимание). Первоначально они относились к эффектам или качествам медитации, но после Буддагхоши этими терминами стали обозначать различные типы медитации или пути (пали yāna).
Саматха («спокойствие») состоит из медитативных техник сосредоточения ума на одном объекте, ведущем к самадхи. В традиционной Тхераваде она считается основой випассаны («озарения»). Начиная с палийских никай, четыре дхьяны рассматриваются как практика саматхи. Восьмой и последний шаг Восьмеричного Пути, правильное сосредоточение, часто считается четвёртой дхьяной. В палийских никаях дхьяны описываются как состояния, предшествующие пробуждению Будды, которое превратило его в пробуждённое существо. Тем не менее, толкование дхьяны как однонаправленной концентрации и спокойствия, может быть более поздней интерпретаций, в которой первоначальная цель достижения дхьяны была потеряна.
Медитация випассана была изобретена в XIX и XX веках, когда монахи в Таиланде и Бирме, занимавшиеся исключительно изучением письменных источников, попытались применить тексты, посвящённые медитации, на практике. Випассана использует внимательное наблюдение за дыханием, чтобы успокоить ум, сосредоточить его на осознании изменяющихся явлений и достичь понимания дуккхи, анатты и анитьи. Випассана также описывается как способ постижения взаимозависимого происхождения, пяти совокупностей, чувственных сфер и четырёх благородных истин. В западных странах она дополняется развитием четырёх безмерных состояний.
Практика випассаны начинается с подготовительной стадии: практики sila (пали: мораль, нравственное поведение), отказа от мирских мыслей и желаний. Затем начинается практика анапанасати, наблюдение за дыханием, которая описана в Сатипаттхана-сутте (если дыхание длинное, заметьте, что оно длинное, если дыхание короткое, заметьте, что оно короткое). Согласно «Новому бирманскому методу» практикующий обращает внимание на любое возникающее психическое или физическое явление, задействуя витакку (прилагаемая мысль), отмечая или называя физические и психические явления («дыхание, дыхание») и не вовлекая феномен в дальнейшее концептуальное мышление. Заметив возникновение физических и психических явлений, медитирующий осознаёт, как контакт между органами чувств и физическими и ментальными явлениями вызывает чувственные впечатления, что описано как пять скандх и пратитья-самутпада. Практикующий осознаёт постоянные изменения, связанные с дыханием, а также возникновение и исчезновение осознанности. Это наблюдение сопровождается размышлениями о причинно-следственной связи и других буддийских учениях, которые ведут к пониманию дуккхи, анатты и анитьи. Когда три характеристики бытия будут постигнуты, рефлексия укрощается и процесс наблюдения ускоряется, отмечая явления в целом, без их наименования.
Согласно Ваджираньяне Махатхере, пишущему с традиционной точки зрения, в Палийском каноне тип начальной практики (саматхи или випассана) как правило рассматривается в зависимости от темперамента медитирующего. Обычно считается, что есть два типа людей. Обладающие страстным нравом (или те, кто вступают на путь через веру), достигают арахатства посредством випассаны, которой предшествует саматха. Те, кто настроен скептически (вступающие на путь через мудрость или интеллект), достигают этого посредством саматхи, которой предшествует випассана.

##### Цели медитации
Традиционно конечной целью практики является достижение мирской и трансцендентной мудрости. Мирская мудрость — это понимание трёх характеристик бытия. Развитие этого понимания ведёт к четырём возвышенным путям и плодам, эти переживания заключают в себе прямое постижение ниббаны. Надмирская мудрость (локуттара) относится к тому, что выходит за пределы мира сансары.
Помимо конечной «цели» — покоя ниббаны, существуют различные причины, по которым традиционный буддизм Тхеравады поддерживает медитацию, в том числе хорошее перерождение, обладание сверхъестественными силами, борьба со страхом и предотвращение опасности. В последнее время модернистские тхеравадины склонны концентрироваться на психологической пользе и благополучии.

##### Четыре стадии просветления
Согласно доктрине Тхеравады просветление достигается посредством четырёх стадий:
1. Сотапанна — вошедший в поток. Тот, кто сбросил первые три оковы (ложное воззрение[англ.] о Я, сомнения в отношении того, что есть благое и неблагое и цепляние за ритуалы и предписания)[191][192].
2. Сакадагами — возвращающийся в этот мир только один раз. Тот, кто освободился от трёх низших оков и ослабил чувственные влечения, ненависть и невежество.
3. Анагамин — не-возвращающийся. Благородный ученик, сбросивший пять низших оков.
4. Арахант — полностью пробуждённый, разорвавший все связи с сансарой, который более не родится ни в одном из миров[193].

##### Ниббана
Ниббана (санскр. निर्वाण, IAST: Nirvāṇa; пали निब्बान, IAST: Nibbāna; тайск. นิพพาน, IAST: Nípphaan) является окончательной целью буддийской практики. Это полное освобождение от непостоянства и повторяющегося цикла рождения, болезней и смерти. В Саньйоджана сутте АН 4.131 Будда описывает четыре типа личностей и говорит об араханте как о достигшем ниббаны и освободившемся от 10 оков, привязывающих к сансаре:
Это арахант. Этот человек отбросил [пять] нижних оков, оковы, [способствующие] обретению перерождения, и оковы, [способствующие] обретению существования.
Согласно ранним источникам ниббана, достигаемая арахантами, аналогична ниббане Будды, поскольку существует одна единственная ниббана. Тхеравадины считают, что Будда превосходит арахантов, поскольку он самостоятельно открыл путь к освобождению и указал его остальным (говоря метафорически, повернул колесо Дхаммы). Араханты достигают ниббаны благодаря учению Будды.

##### Прочие практики
Монахи и миряне также выполняют различные типы религиозной практики ежедневно и во время праздников. Дома перед алтарём со статуей Будды или в храмах совершают ритуал поклонения. Как правило, алтарь украшают свечами и цветами, возжигают благовония. Перед статуей или изображением Будды делают жест уважения, приветственно складывая руки у груди (añjalikamma), или совершают простирание (pañc’anga-vandana).
Среди монахов и мирян распространены различные формы ритуальной декламации. Чаще всего это практика памятования (о возвышенных качествах Трёх Драгоценностях, пяти тем для ежедневного размышления) чтение метта сутт и мангала сутт. Важной частью практики является изучение буддийских текстов и слушание монашеских проповедей.

##### Мантры
По словам Джека Корнфилда, использование мантры или повторение определённых фраз является очень распространённой формой медитации в традиции Тхеравады. В качестве простых мантр используют повторение качеств Будды или используют «Дхамму» или «Сангху» как мантру.
Буддхо-мантра широко распространена в тайской лесной традиции. Другой популярной мантрой в тайском буддизме является Самма-Арахам.
В традиции тантрической тхеравады в Юго-Восточной Азии мантры играют центральную роль в методе медитации. Популярные мантры в этой традиции включают Намо Буддайя («Поклонение Будде») и Арахам («Достойный»).

## Мирская и монашеская жизнь

### Различия между мирской и монашеской жизнью

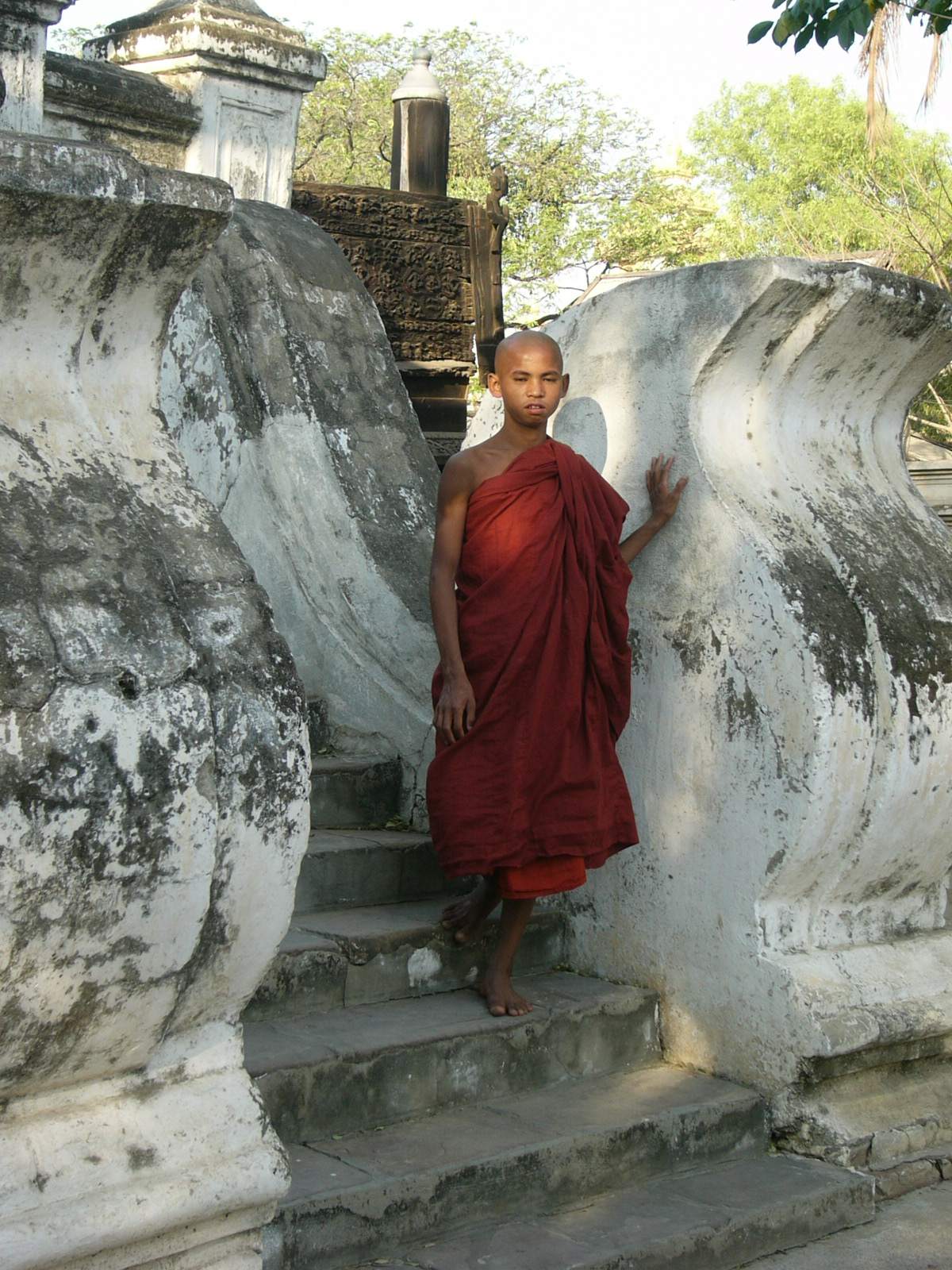
Молодой бирманский монах.

Традиционно в буддизме Тхеравады есть различие между практиками мирян и рукоположённых монахов (в древние времена для монахинь существовал отдельный набор практик). Хотя Тхеравада не отрицает возможность значительных мирских достижений, они обычно занимают менее важное место, чем в традициях Махаяны и Ваджраяны. Рон Эпштейн считает, что некоторые западные учёные ошибочно пытались утверждать, что Махаяна — это прежде всего религия для мирян, а Тхеравада — монашеская религия. Махаяна и Тхеравада имеют в своей основе сильные монашеские общины, которые почти идентичны по своим правилам. Школы Махаяны без монашеских общин полностью рукоположённых монахов и монахинь являются относительно недавними и нетипичными явлениями, обычно основанными на культурных и исторических предпосылках, а не на различиях в фундаментальной доктрине. Как Махаяна, так и Тхеравада отводили мирянам чёткую и важную роль.
Это различие между рукоположёнными монахами и мирянами, а также различие между практиками, рекомендуемыми Палийским каноном, и народными религиозными элементами побудило некоторых учёных считать буддизм Тхеравады состоящим из множества отдельных, хотя и частично совпадающих традиций. Антрополог Мелфорд Спиров своей работе «Буддизм и общество» разделил бирманскую Тхераваду на три группы: апотропеический буддизм (защита от злых духов), каммический буддизм (получение заслуг перед будущим рождением) и ниббанический буддизм (достижение ниббаны, как описано в Типитаке). Он подчёркивает, что все три группы прочно коренятся в Палийском каноне.
Мирянам традиционно отводился род деятельности, который обычно называют приносящим заслуги (категория «каммического буддизма» по классификации М. Спиро).
Действия по созданию заслуг включают в себя дану (регулярные подаяния) монахам в виде еды и предметов первой необходимости, пожертвования храмам и монастырям, возжигание благовоний и свечей перед изображениями Будды, а также воспевание защитных или приносящих заслуги стихов из Палийского канона. Миряне иногда выступают в качестве попечителей или хранителей храмов, участвуя в финансовом планировании и управлении, заботятся о повседневных нуждах местных монахов (приготовление пищи, уборка, обслуживание храмовых сооружений и т. д.). Миряне традиционно изучали палийские писания и занимались медитацией, хотя в XX веке эти области стали более доступными для мирского сообщества, особенно в Таиланде.
Ниббана, наивысшая цель буддизма Тхеравады, достигается посредством исследования и медитации. Эта цель и связанные с её достижением техники традиционно рассматривались как сфера полностью рукоположённых монахов. Городские монахи делают акцент на исследовании текстов, а лесные — на медитации. Оба типа монахов выступают в качестве религиозных учителей и дают наставления по буддийской этике и учению мирянам. Монахи-схоласты изучают и сохраняют палийскую литературу, особенным уважением пользуются специалисты по Абхидхамме. Монахи-практики или лесные монахи также иногда предпринимают существенные усилия по изучению Палийского канона, но в основном источником их знаний служат персональные учителя и собственный медитативный опыт. Как правило, они владеют Типитакой в объёме, необходимом для совершения литургии и преподавания базовых знаний о Дхамме. Традиция медитации связана с обретением сверхъестественных способностей, описанных как в Палийском каноне, так и в фольклорных преданиях.

### Мирские последователи

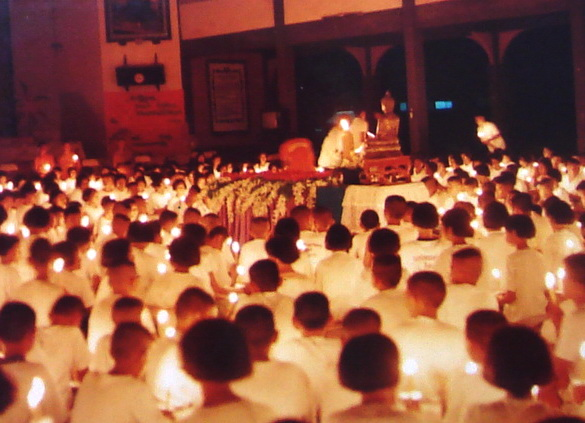
Традиционное шествие с зажжёнными свечами вокруг храма во время празднования Весака, Таиланд.

На пали мирские последователи Будды называются упасака (мужчины) и упасика (женщины). Одной из их обязанностей упасак и упасик является забота о нуждах монахов и монахинь. Поскольку ни монахам, ни монахиням не разрешается заниматься какой-либо мирской деятельностью, они полностью зависят от прихожан в том, что касается средств к существованию. В обмен на благотворительность они должны вести образцовую жизнь.
В Мьянме и Таиланде монастыри были и остаются образовательными центрами. Фактически сегодня около половины начальных школ в Таиланде расположены в монастырях. Религиозные обряды и церемонии, проводимые в монастырях, всегда сопровождаются общественной деятельностью. Во времена кризиса именно к монахам обращаются за советом. Традиционно высокопоставленный монах проповедует четыре раза в месяц: в восьмой день нарастания и убывания луны, а также накануне новолуния и полнолуния.
Согласно Палийскому канону мирянин может стать просветлённым. Как отмечает Бхиккху Бодхи:
«В суттах и комментариях зафиксировано несколько случаев, когда ученики-миряне достигли конечной цели — ниббаны. Однако такие ученики либо достигают архатства на грани смерти, либо вскоре после достижения вступают в монашеский орден. Они не остаются жить дома как домохозяева-араханты, потому что такая жизнь несовместима с состоянием того, кто отсёк всякое страстное желание».
В современную эпоху среди учеников-мирян принято практиковать медитацию, посещать центры медитации и даже стремиться к просветлению. Эта тенденция возникла в Мьянме и была поддержана премьер-министром У Ну, который основал Международный центр медитации (IMC) в Янгоне. Светские учителя, такие как У Ба Кхин, пропагандировали медитацию как часть повседневной жизни мирян. В современной Тхераваде также происходит «формирование светских буддийских ассоциаций, которые частично приняли на себя обязанности по социальному обслуживанию, ранее осуществляемое монастырями». К ним относятся общественные службы и организации активистов, такие как Буддийская ассоциация молодёжи Коломбо, Всецейлонский буддийский конгресс, движение Сарводайя Шрамадана, и общественные организации, основанные Сулаком Сиваракшей.

### Монашество
Источники Тхеравады, относящиеся к средневековой Шри-Ланке (II в. до н. э. — X в. н. э.), такие как Махавамса, демонстрируют некоторое противопоставление роли городских (пали gamavasi) и деревенских монахов (пали araññavasi). Ориентированные на отшельничество монахи были известны как Pamsukulikas (носящие тряпичную одежду) и Araññikas (обитатели леса).
Махавамса ссылается на лесных монахов, связанных с Махавихарой. В Дхаммападе упоминается ещё один раскол, основанный на «обязанности изучения» и «обязанности созерцания». Это второе разделение традиционно рассматривается как соответствующее разделению города и леса, при котором городские монахи посвящают себя изучению священных писаний (пали ganthadhura) или обучению (пали pariyatti), в то время как лесные монахи больше склоняются к медитации (пали vipassanadhura) и практике (пали patipatti). Однако это противопоставление не является жёстким, поскольку городские монастыри часто поощряли медитацию, в то время как из лесных общин происходили такие выдающиеся учёные, как Ньянатилока.
Учёные-монахи обычно занимаются изучением и сохранением палийской литературы Тхеравады. Лесные монахи, составляющие, как правило, меньшинство в сангхах Тхеравады, концентрируются на аскетизме (дхутанга) и медитативной практике. Они считают себя живущими ближе к идеалу, установленному Буддой, и зачастую воспринимаются в таком свете мирянами, но в то же время они нередко находятся на периферии буддийских учреждений и общественной жизни. Впервые лесной монастырь «Тапавана», расположенный около Анурадхапуры, упоминается в литературе в X веке. Сегодня в большинстве стран Тхеравады существуют лесные традиции. В Таиланде лесные монахи известны как phra thudong (аскетические странствующие монахи) или phra thudong kammathan (странствующий аскетические медитаторы).

### Посвящение в духовный сан
Минимальный возраст для рукоположения буддийского монаха составляет 20 лет, считая с момента зачатия. Тем не менее, мальчики младше этого возраста могут стать послушниками (sāmaṇera), пройдя, например, такую церемонию, как shinbyu в Мьянме. Новички бреют головы, надевают жёлтые одежды и соблюдают 10 «первичных» заповедей буддийского послушника и монаха. Хотя в священных писаниях не указан конкретный минимальный возраст для пострижения в саманеры, традиционно принимают мальчиков в возрасте семи лет. Эта традиция следует истории сына Будды Рахулы, которому было разрешено стать саманерой в возрасте семи лет. Монахи выполняют 227 дисциплинарных правила, а монахини — 311.
В большинстве стран Тхеравады, за исключением Шри-Ланки, обычным явлением является посвящение молодых мужчин в монахи на определённое время. В Таиланде и Мьянме юношей, как правило, постригают на период Вассы, трёхмесячного сезона дождей, хотя не редки посвящения и на более короткий или длительный срок. В Юго-Восточной Азии уход из монашеской жизни не считается позором. Монахи слагают сан получив образование, по состоянию здоровья или семейным обстоятельствам.

### Бхиккхуни (монахини)
Традиционно женщин, получивших полное монашеское посвящение и взявших на себя 311 основных обетов, изложенных в Бхиккхуни Винае, и 8 дополнительных, называли «бхиккхуни». Саманери, получившие неполное монашеское посвящение, брали на себя 10 обетов, а сиккхаманы занимали промежуточный статус между бхиккшуни и саманери. Первую бхиккхуни сангху создал сам Будда, о чём говорится в Готами сутте АН 8.51 в комментарии к 391 стиху Дхаммапады.
Через несколько лет после прибытия в Шри-Ланку сын царя Ашоки Махинда пригласил свою сестру бхиккхуни Сангхамитта, которая прибыла на остров в сопровождении одиннадцати монахинь.
По правилам Винаи она основала в Шри-Ланке женский монашеский орден. Следом за этим событием посвящение женщин распространилось и в других странах Юго-Восточной Азии, особенно в Бирме. В 429 году по просьбе китайского императора сингальский король Шри Мегхаварнаотправил по морю в Китай 9 бхиккхуни из Анурадхапуры во главе с Девасарой для основания женского монашеского ордена в Китае. Спустя 4 года они совершили полную упасампаду китайских монахинь согласно традиции Винаи.
Несмотря на первоначальный успех, со временем традиция пресеклась. Последние упоминания о тхеравадинских монахинях в Бирме относятся к XIII веку. В Шри-Ланке, вероятно, женское монашество просуществовало до XI века.
Лишь в XIX веке некоторые женщины снова стали собираться в монашеские сообщества, не получая, однако, полного посвящения в бхиккхуни. Преемственность посвящения женщин в монахини сохранилась только в традиции Дхармагуптака. Поэтому женщины, желающие вести монашескую жизнь в странах Тхеравады, должны были принимать 8 или 10 обетов вместо 227. Но ни мирянки, ни участницы квази-монашеских организаций, учреждённых в странах Тхеравады, не получают того признания, образования, финансовой поддержки или статуса, какими пользуются монахи-бхиккху. Такие «носительницы обетов» есть в Лаосе, Непале и Таиланде.
В 1996 году в Сарнатхе под руководством корейских монахов, принадлежащих махаянскому (школа чань (корейск.: сон) ордену Чоге, было проведено полное посвящение одиннадцати шри-ланкийских женщин.
Существуют разногласия между официальными представителями разных никай относительно правомерности посвящения. В то же время собранием каноников Сиамской никаи в Дамбулле было проведено рукоположение монахинь. Указывается, что эта процедура, в отличие от проведённой раннее, полностью соответствовала традиции Тхеравады. Событие вызвало критику со стороны ведущих деятелей Сиамской никаи и Амарапура Никая и управляющий совет буддистов Мьянмы заявил, что в наше время не может быть действительного рукоположения монахинь, хотя некоторые бирманские монахи с этим не согласны.
В 1997 досточтимая Готами из Таиланда основала тхеравадинский буддийский монастырь Дхамма Читая Вихара. Когда в 2000 году, будучи носительницей десяти обетов, Готами приняла рукоположение, её жилище стало первой тхеравадинской бхиккхуни вихарой в Америке.
В 2002 году в возрасте 56 лет мэчи (держательница восьми обетов в Таиланде) Варанггана Ванавичайен стала первой женщиной, прошедшей церемонию посвящения в Таиланде.
28 февраля 2003 года Дхаммананда Бхиккхуни, ранее известная как Чацумарн Кабилсингх, стала первой тайской женщиной, получившей монашеское посвящение в традиции Тхеравады. Дхаммананда Бхиккхуни была рукоположена в Шри-Ланке. Является настоятельницей Сондхаммакалаяни, единственного женского монастыря в Таиланде. Сенат Таиланда пересмотрел и отменил светский закон, принятый в 1928 году, запрещающий полное посвящение женщин в буддийские монахини как неконституционный за нарушение законов, защищающих свободу вероисповедания. Однако два главных буддийских ордена Тхеравады Таиланда, Маха Никая и Дхаммаютика Никая, ещё официально полностью не приняли рукоположённых женщин в свои ряды.
В 2009 году в Австралии четыре женщины впервые получили посвящение в бхиккхуни Тхеравады. Посвящение было проведено в Перте 22 октября 2009 года в монастыре Бодхиньяна. Четыре монахини из местного женского монастыря Дхаммасара были рукоположены в полном соответствии с палийской Винаей.
В 2010 году в США четырём женщинам было дано полное посвящение в бхиккхуни в традиции тайской Тхеравады, которое включало в себя церемонию двойного рукоположения. На нём присутствовал Хенепола Гунаратана и другие монахи и монахини. Это было первая подобная церемония в Западном полушарии.
В Германии первое посвящение бхиккхуни Саманери Дхира произошло 21 июня 2015 года в Аненья Вихара.
В 2015 году после более чем тысячелетнего перерыва произошло первое посвящение тхеравадинских монахинь в Индонезии. Это случилось в монастыре Висма Кусалаяни в Лембанге на Западной Яве. Среди рукоположённых были Ваджирадеви Садхика бхиккхуни(Индонезия), Медха бхиккхуни (Шри-Ланка), Анула бхиккхуни (Япония), Сантасуха Сантамана бхиккхуни из (Вьетнам), Сухи бхиккхуни и Сумангала бхиккхуни (Малайзия) и Дженти бхиккхуни (Австралия).

### Монашеские ордены
Тхеравадинское монашество традиционно делится на никаи, монашеские братства или ордены. Эти монашеские ордены представляют линии рукоположения, происходящие, как правило, от определённой группы монахов, установивших новую традицию посвящения в конкретной стране или географическом районе. Члены разных никай соблюдают одни и те же правила патимоккхи, но могут отличаться в их интерпретации или в вопросах Винаи, не охватываемых кодексом.
Бангладеш
- Сангхарадж Никая[англ.]
- Махастхабир Никая[англ.]

Мьянма
- Тудхамма Никая[англ.]
- Швейгьюн Никая[англ.]
- Нгеттвин Никая[англ.]
- Двара Никая[англ.]

Шри-Ланка
- Сиам Никая[англ.]
- Амарапура Никая[англ.]
- Раманна Никая

Таиланд и Камбоджа
- Маха Никая[англ.]
- Дхаммаютика Никая[англ.]

## Праздники и обычаи
- Макха Буча
- Весак
- Асалха Пуджа
- Упосатха
- Васса

## Демографические данные
| Место | Страна    | Численность населения | Буддистов % |
| ----- | --------- | --------------------- | ----------- |
| 1     | Таиланд   | 68,615,858            | 94,6 %      |
| 2     | Мьянма    | 55,622,506            | 87,9 %      |
| 3     | Шри-Ланка | 22,576,592            | 70,2 %      |
| 4     | Камбоджа  | 16,449,519            | 96,9 %      |
| 5     | Лаос      | 7,234,171             | 64,7 %      |

Буддизм Тхеравады распространён в следующих странах:
Южная Азия:
- Непал
- Шри-Ланка
- Бангладеш (0,7 % населения)
- Индия (в основном в штатах «Семь сестёр»)

Юго-Восточная Азия:
- Вьетнам
- Камбоджа
- Лаос
- Таиланд
- Мьянма
- Буддизм в Малайзии[англ.]
- Индонезия
- Сингапур

Восточная Азия:
- Китай

Сегодня Тхеравада получила распространение и в Западном мире.

## Отношение к махаяне
По мнению доктора философских наук М. С. Уланова, в настоящее время Тхеравада «постепенно начинает признавать подлинность Махаяны» и в том числе применять её разнообразный опыт в своём учении.

### Тхеравада и термин «Хинаяна»
Распространённое по сей день в махаянской и буддологической литературе наименование этой и некоторых других школ буддизма «Хинаяна» («Малая колесница») встречает сопротивление со стороны некоторых последователей школы Тхеравада, так как те считают, что оно подразумевает неблагоприятное сравнение с Махаяной — «Большой колесницей», а кроме того, имеет ещё и оскорбительный смысл. С такой позицией согласен, к примеру, и Далай лама.
Однако основной смысл термина «Хинаяна» заключается в том, что её последователи, по заявлениям представителей махаянских школ, в отличие от последователей Махаяны, считают своей целью освобождение. Целью же практики Махаяны является достижение состояния Будды для помощи всем живым существам. Многие махаянские учителя и ваджрачарьи, например Далай-лама XIV, подчёркивают важность уважения к учениям и школам Тхеравады как неотъемлемой части Учения Будды.